# Lista de espécies de primata
Esta é uma lista de espécies de primatas, organizados segundo níveis taxonômicos. Ínclui espécies já extintas.

## SubordemStrepsirrhini[1]

### FamíliaCheirogaleidae[2]

#### SubfamíliaCheirogaleinae
- Gênero Allocebus[3]
  - Allocebus trichotis[4][5]
- Gênero Cheirogaleus[6]
  - Cheirogaleus adipicaudatus[7][8]
  - Cheirogaleus crossleyi[9][10]
  - Cheirogaleus major[11][12]
  - Cheirogaleus medius[13][14]
  - Cheirogaleus minusculus[15][16]
  - Cheirogaleus ravus[17][18]
  - Cheirogaleus sibreei[19][20]
- Gênero Microcebus[carece de fontes?]
  - Microcebus berthae[carece de fontes?]

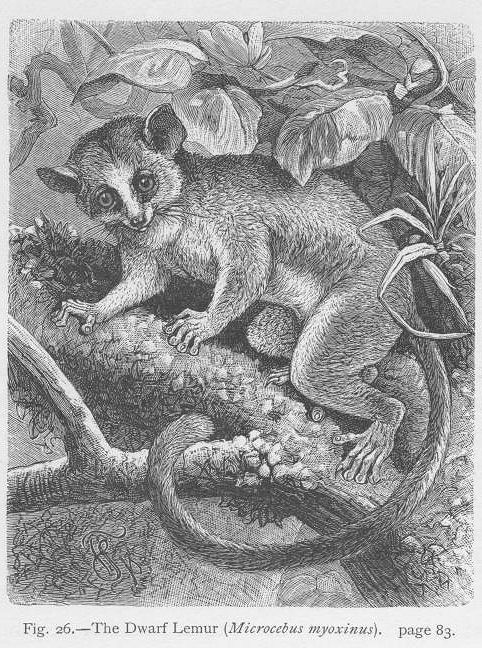
Microcebo pigmeo
Microcebus myoxinus

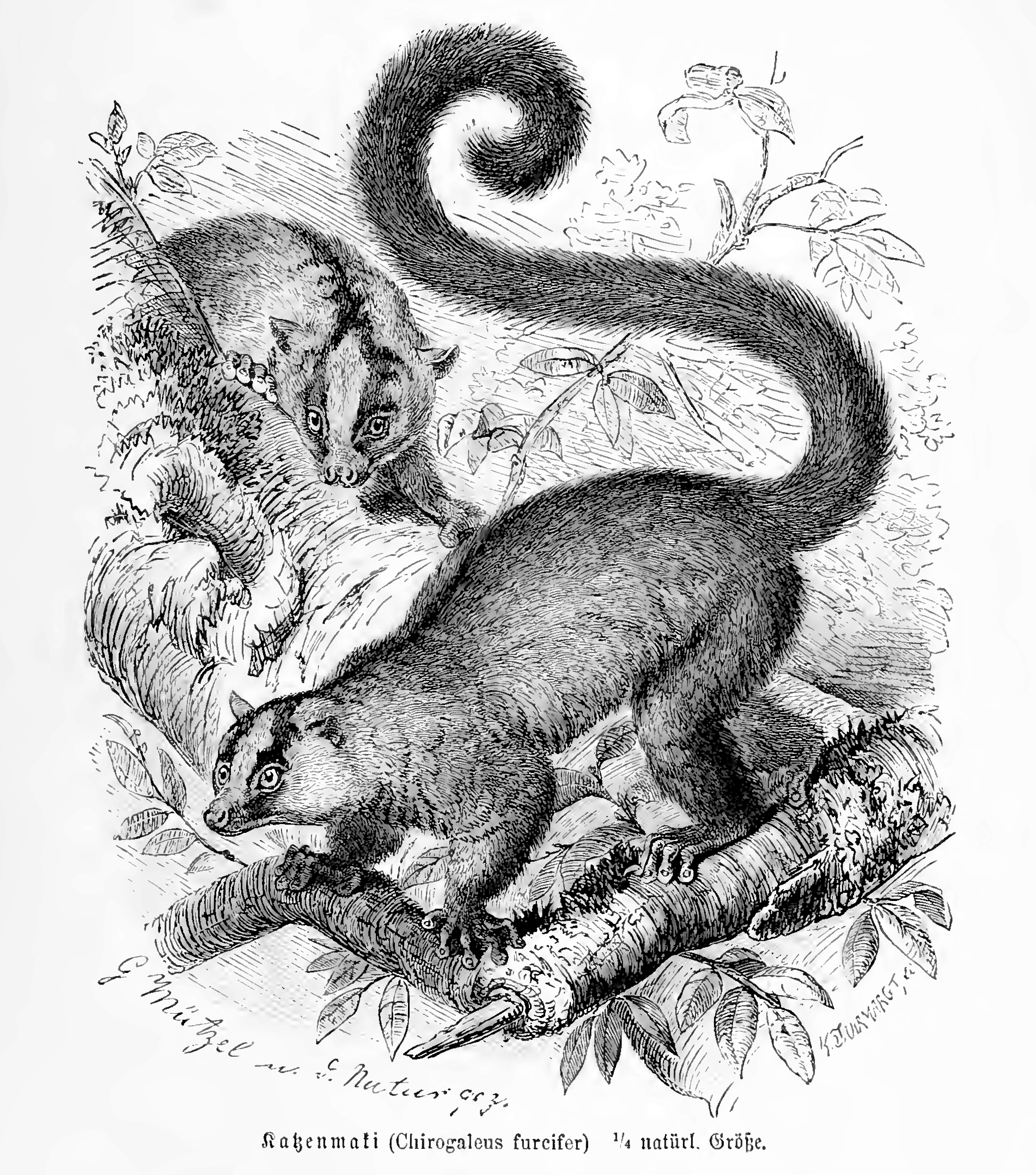
Phaner furcifer

  - Microcebus bongolavensis[21] ** Microcebus danfossi[21]
  - Microcebus griseorufus[carece de fontes?]
  - Microcebus jollyae[carece de fontes?]
  - Microcebus lehilahytsara[carece de fontes?]
  - Microcebus lokobensis[21]
  - Microcebus mamiratra[carece de fontes?]
  - Microcebus mittermeieri[carece de fontes?]
  - Microcebus murinus[carece de fontes?]
  - Microcebus myoxinus[carece de fontes?]
  - Microcebus ravelobensis[carece de fontes?]
  - Microcebus rufus[carece de fontes?]
  - Microcebus sambiranensis[carece de fontes?]
  - Microcebus simmonsi[carece de fontes?]
  - Microcebus tavaratra[carece de fontes?]
- Gênero Mirza
  - Mirza coquereli[carece de fontes?]
  - Mirza zaza[carece de fontes?]

#### SubfamíliaPhanerinae[carecede fontes?]
- Gênero Phaner[carece de fontes?]
  - Phaner furcifer[carece de fontes?]
  - Phaner electromontis[carece de fontes?]
  - Phaner pallescens[carece de fontes?]
  - Phaner parienti[carece de fontes?]

### FamíliaLemuridae

#### SubfamíliaLemurinae

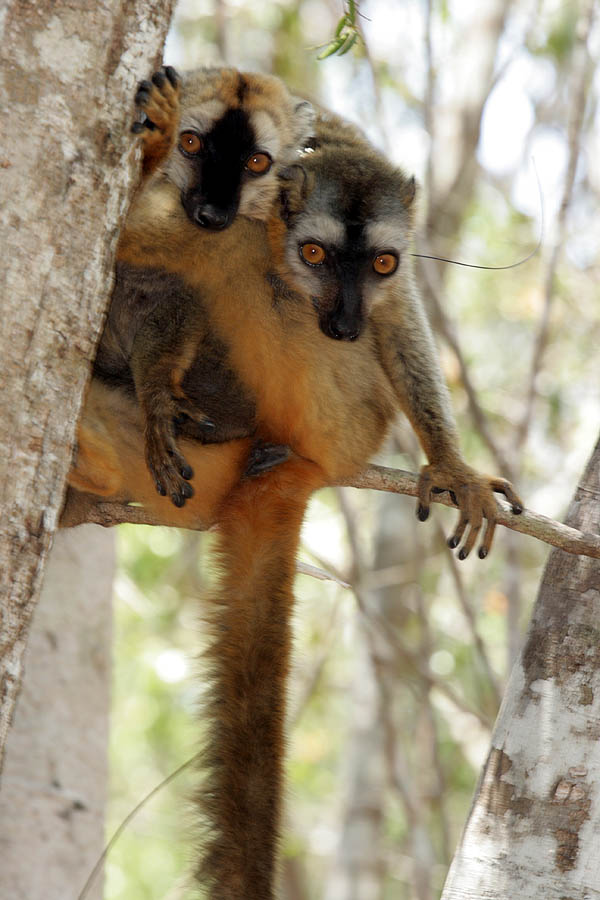
Eulemur rufifrons

- Gênero Lemur
  - Lemur catta
- Gênero Eulemur
  - Eulemur albifrons
  - Eulemur cinereiceps
  - Eulemur collaris
  - Eulemur coronatus
  - Eulemur fulvus
  - Eulemur macaco
  - Eulemur flavifrons
  - Eulemur mongoz
  - Eulemur rubriventer
  - Eulemur rufifrons
  - Eulemur rufus
  - Eulemur sanfordi
- Gênero Varecia
  - Varecia variegata
  - Varecia rubra

#### SubfamíliaHapalemurinae
- Gênero Hapalemur
  - Hapalemur alaotrensis
  - Hapalemur aureus
  - Hapalemur griseus
  - Hapalemur occidentalis
- Gênero Prolemur
  - Prolemur simus (sin.:Hapalemur simus)

### FamíliaLepilemuridae(Megaladapidae)
- Gênero Lepilemur
  - Lepilemur aeeclis
  - Lepilemur ahmansoni
  - Lepilemur ankaranensis
  - Lepilemur betsileo
  - Lepilemur dorsalis
  - Lepilemur edwardsi
  - Lepilemur fleuretae
  - Lepilemur grewcocki (sin.:Lepilemur manasamody)
  - Lepilemur hubbardi
  - Lepilemur jamesi
  - Lepilemur leucopus
  - Lepilemur microdon
  - Lepilemur milanoii
  - Lepilemur mittermeieri
  - Lepilemur mustelinus
  - Lepilemur otto
  - Lepilemur petteri
  - Lepilemur randrianasoli
  - Lepilemur ruficaudatus
  - Lepilemur sahamalazensis
  - Lepilemur scottorum
  - Lepilemur seali
  - Lepilemur septentrionalis
  - Lepilemur tymerlachsoni
  - Lepilemur wrighti
- Gênero Megaladapis †;
  - Megaladapis edwardsi †;
  - Megaladapis madagascariensis †;
  - Megaladapis grandidieri †;

### FamíliaIndriidae
- Gênero Avahi
  - Avahi betsileo
  - Avahi cleesei
  - Avahi laniger
  - Avahi meridionalis
  - Avahi mooreorum
  - Avahi occidentalis
  - Avahi peyrierasi
  - Avahi ramanantsoavana
  - Avahi unicolor
- Gênero Indri
  - Indri indri
- Gênero Propithecus
  - Propithecus diadema

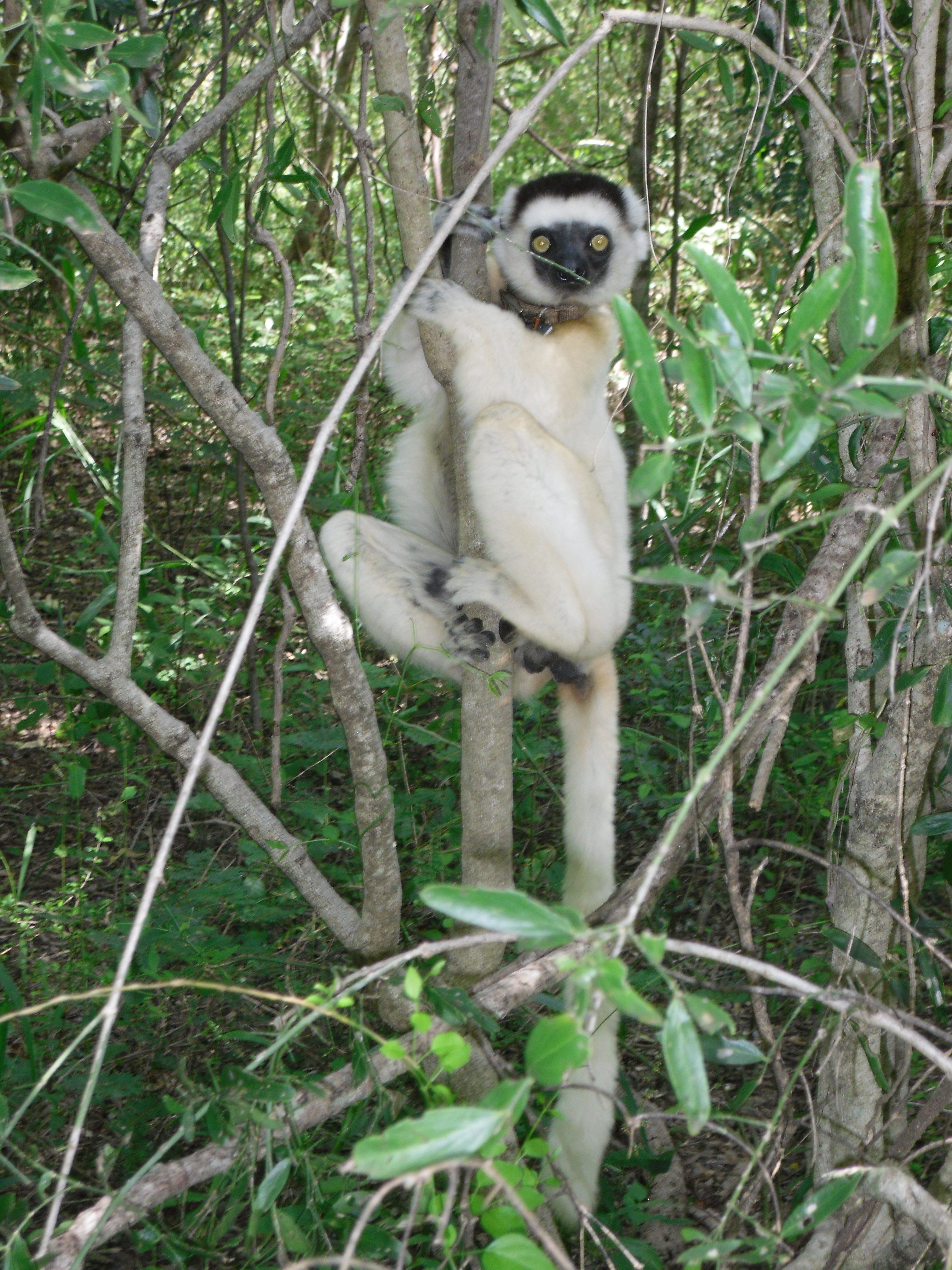
Sifaka di Verreaux
Riserva speciale di Bezaha Mahafaly

  - Propithecus candidus (sin.: P. diadema candidus)
  - Propithecus edwardsi (sin.: P. diadema edwardsi)
  - Propithecus perrieri (sin.: P. diadema perrieri)
  - Propithecus tattersalli
  - Propithecus verreauxi
  - Propithecus coquereli (sin.: P. verreauxi coquereli)
  - Propithecus deckenii
    - P. deckenii deckenii (sin.: P. verreauxi deckenii)
    - P. deckenii coronatus (sin.: P. coronatus, P. verreauxi coronatus)

### FamíliaDaubentoniidae

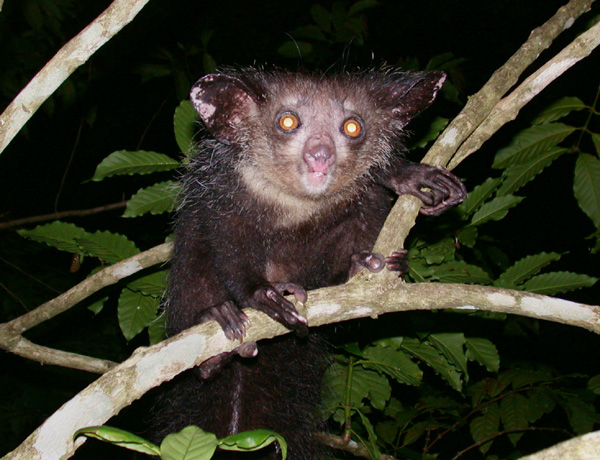
Aye aye
Daubentonia madagascariensis

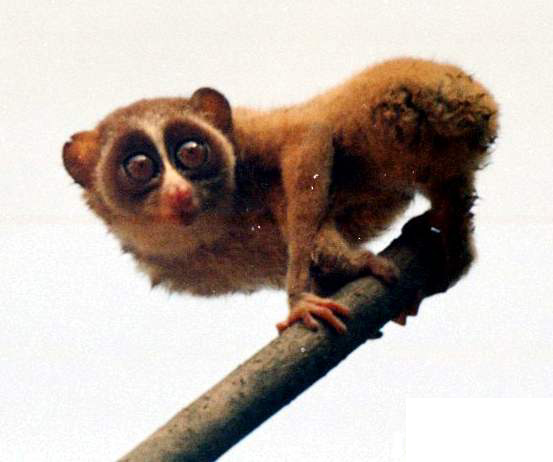
Lori gracile minore
(Loris tardigradus)

- Gênero Daubentonia
  - Daubentonia madagascariensis
  - Daubentonia robusta †

### FamíliaLorisidae

#### SubfamíliaPerodicticinae
- Gênero Arctocebus
  - Arctocebus aureus
  - Arctocebus calabarensis
- Gênero Perodicticus
  - Perodicticus potto
- Gênero Pseudopotto
  - Pseudopotto martini

#### SubfamíliaLorinae
- Gênero Loris
  - Loris tardigradus
  - Loris lydekkerianus
- Gênero Nycticebus
  - Nycticebus coucang
  - Nycticebus pygmaeus
  - Nycticebus bengalensis

### FamíliaGalagidae

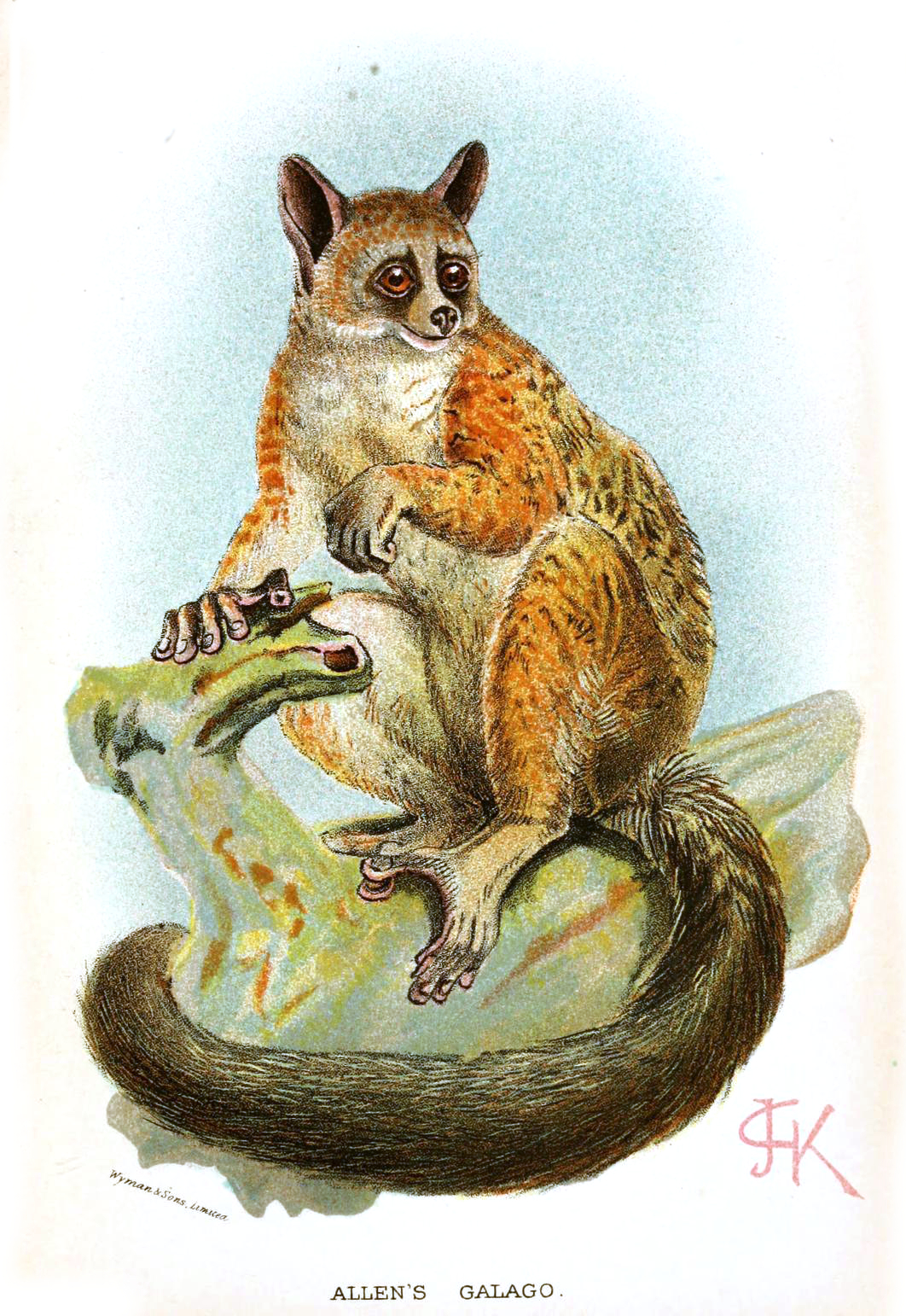
Galagone di Allen
(Galago alleni)

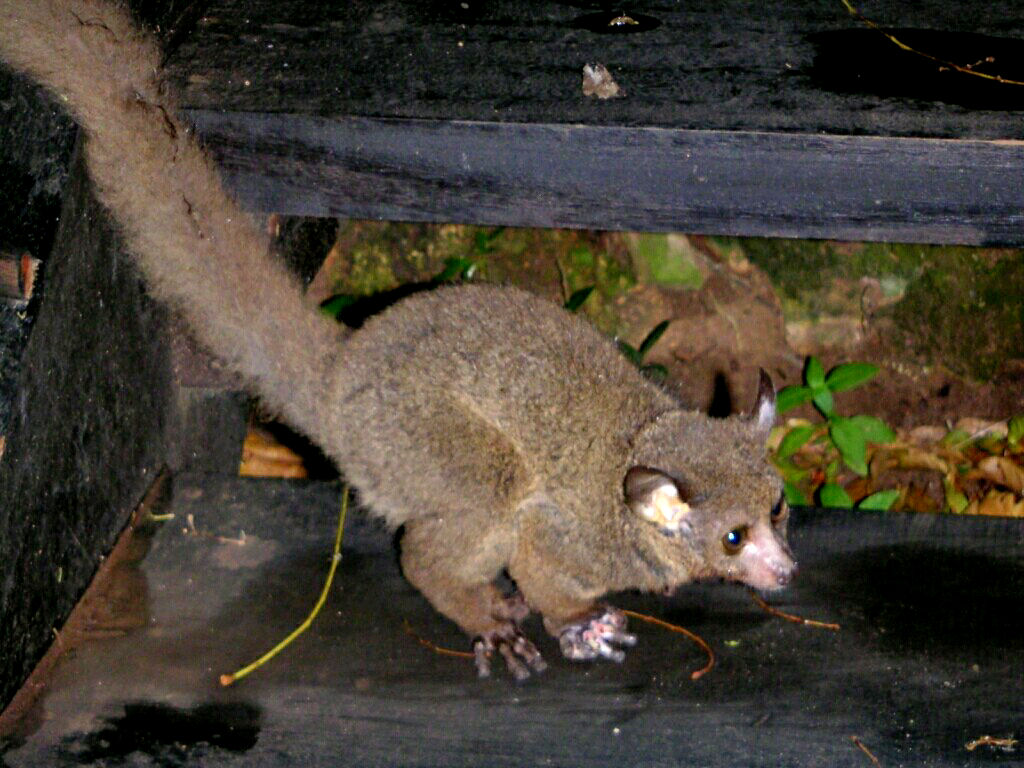
Galagone gigante
(Otolemur crassicaudatus)

- Gênero Euoticus
  - Euoticus elegantulus
  - Euoticus pallidus
- Gênero Galago
  - Galago alleni
  - Galago cameronensis
  - Galago demidoff
  - Galago gabonensis
  - Galago gallarum
  - Galago granti
  - Galago matschiei
  - Galago moholi
  - Galago nyasae
  - Galago orinus
  - Galago rondoensis
  - Galago senegalensis
  - Galago thomasi
  - Galago zanzibaricus
- Gênero Otolemur
  - Otolemur crassicaudatus
  - Otolemur garnettii
  - Otolemur monteiri

## SubordemHaplorrhini

### FamíliaTarsiidae

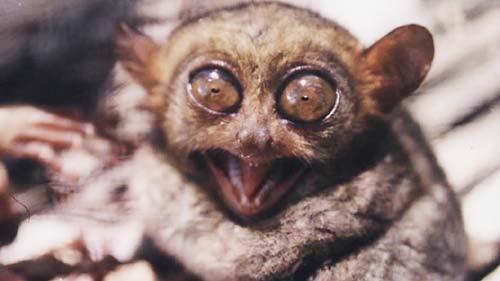
Tarsio delle Filippine
Tarsius syrichta

- Gênero Tarsius
  - Tarsius bancanus
  - Tarsius dentatus
  - Tarsius lariang[22] ** Tarsius pelengensis
  - Tarsius pumilus
  - Tarsius sangirensis
  - Tarsius syrichta
  - Tarsius tarsier

### FamíliaCebidae

#### SubfamíliaCallitrichinae

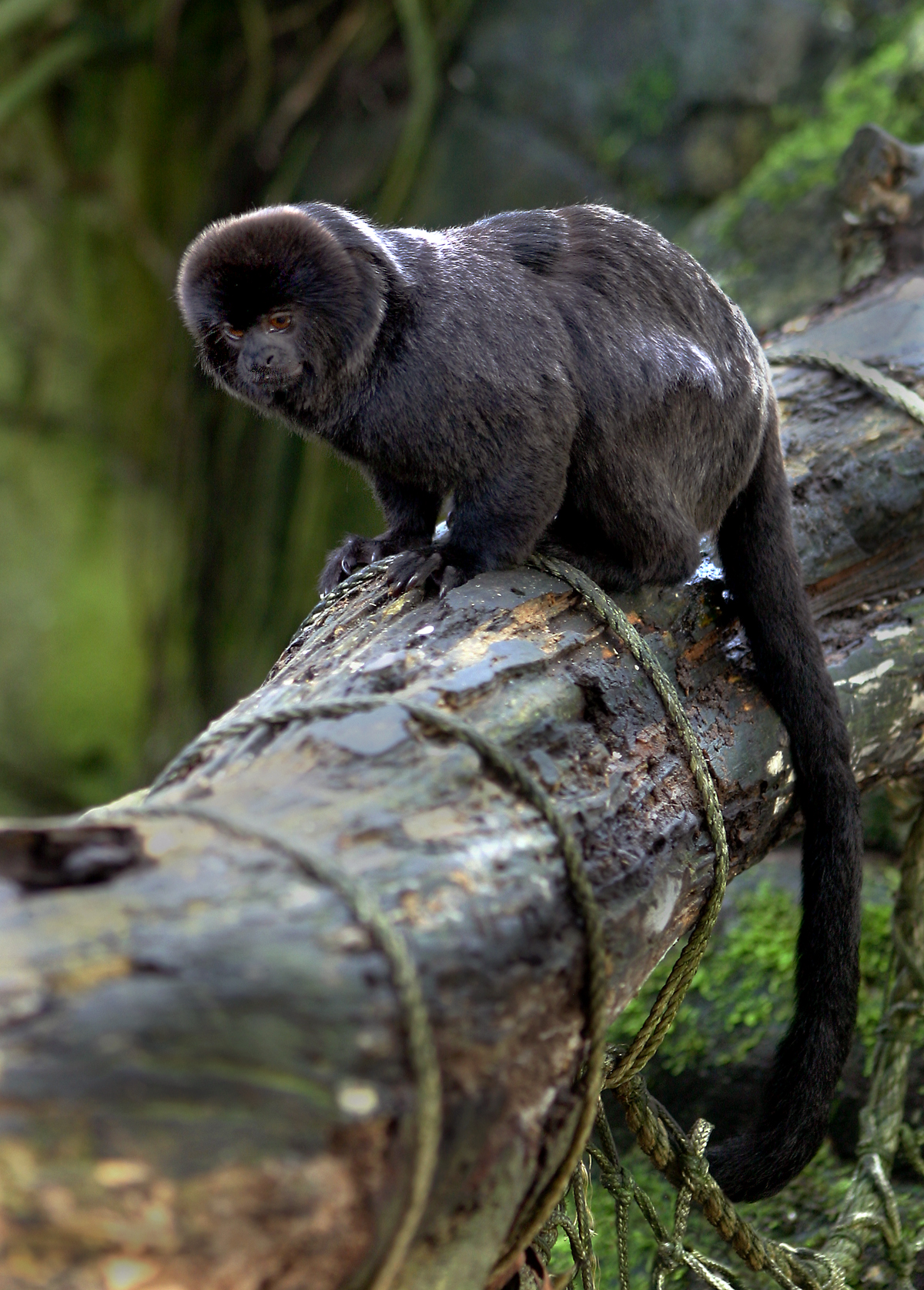
Callimico
Callimico goeldii

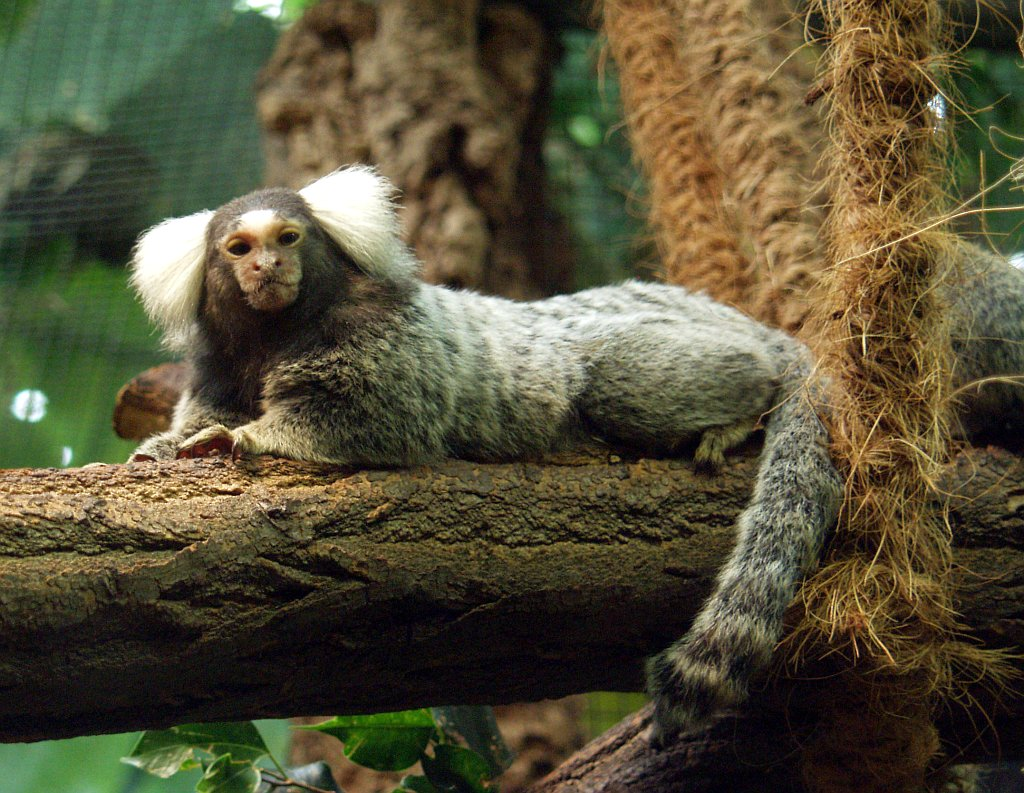
Uistitì dai pennacchi bianchi
Callithrix jacchus

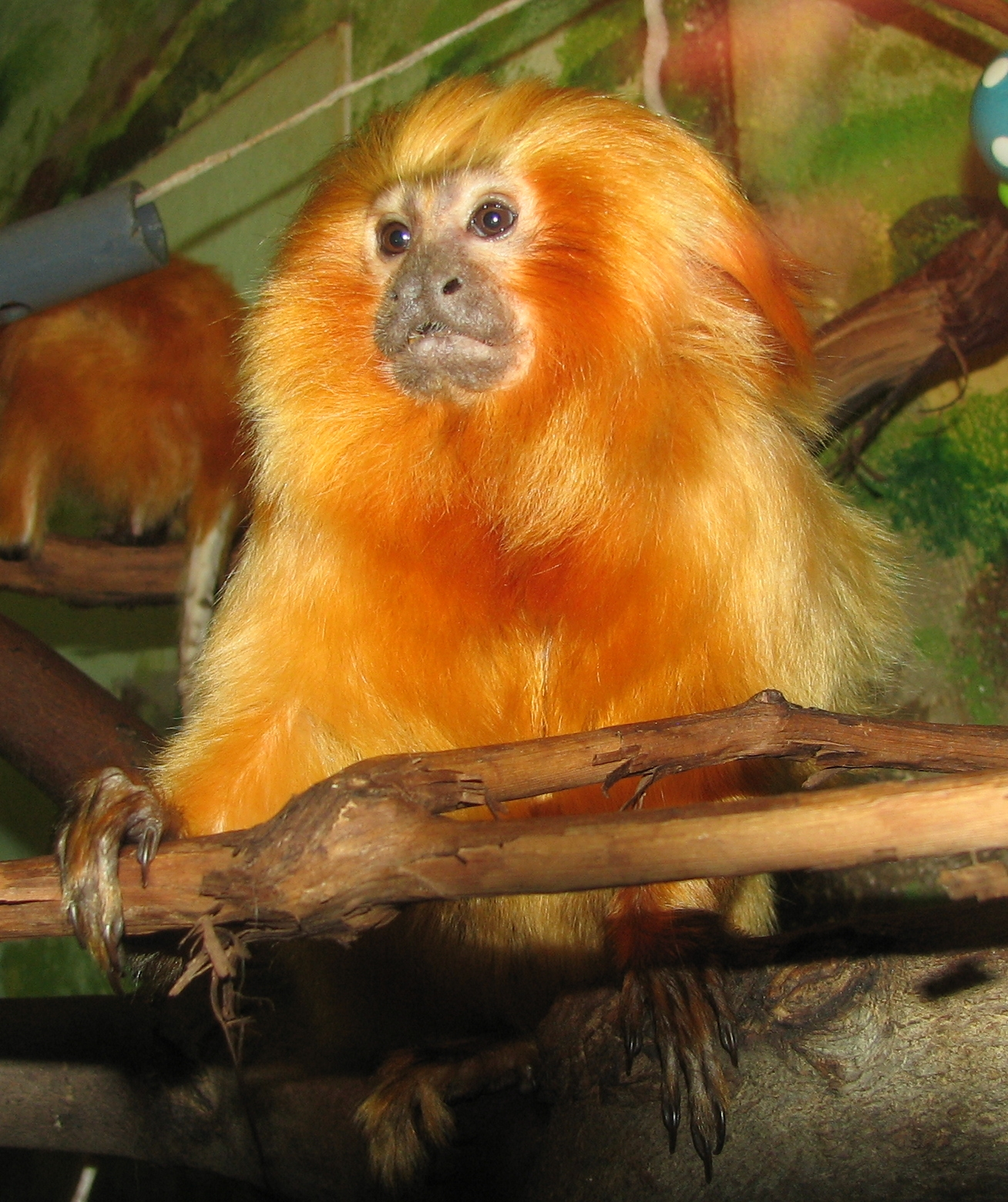
Scimmia leonina
Leontopithecus rosalia

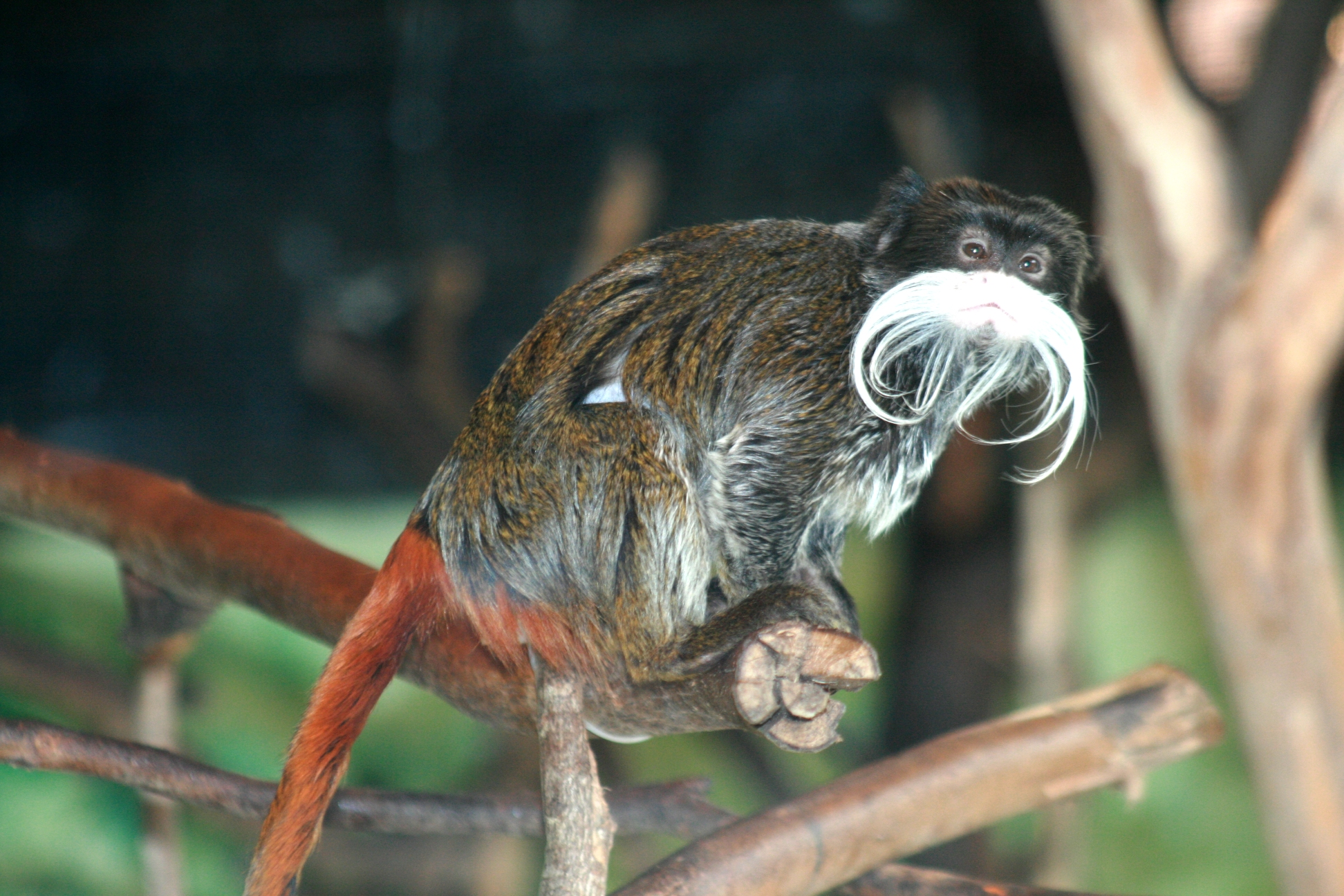
Tamarino imperatore
Saguinus imperator

- Gênero Callimico
  - Callimico goeldii
- Gênero Callithrix
  - Subgênero Callithrix
  - Callithrix aurita
  - Callithrix flaviceps
  - Callithrix geoffroyi
  - Callithrix jacchus
  - Callithrix kuhlii
  - Callithrix penicillata
  - Subgênero Mico
  - Callithrix acariensis
  - Callithrix argentata
  - Callithrix chrysoleuca
  - Callithrix emiliae
  - Callithrix humeralifera
  - Callithrix intermedia
  - Callithrix leucippe
  - Callithrix manicorensis
  - Callithrix marcai
  - Callithrix mauesi
  - Callithrix melanura
  - Callithrix nigriceps
  - Callithrix saterei
  - Subgênero Cebuella
  - Callithrix pygmaea
  - Subgênero Calibella
  - Callithrix humilis
- Gênero Leontopithecus
  - Leontopithecus caissara
  - Leontopithecus chrysomelas
  - Leontopithecus chrysopygus
  - Leontopithecus rosalia
- Gênero Saguinus
  - Saguinus bicolor
  - Saguinus fuscicollis
  - Saguinus geoffroyi
  - Saguinus graellsi
  - Saguinus imperator
  - Saguinus inustus
  - Saguinus labiatus
  - Saguinus leucopus
  - Saguinus martinsi
  - Saguinus melanoleucus
  - Saguinus midas
  - Saguinus mystax
  - Saguinus niger
  - Saguinus nigricollis
  - Saguinus oedipus
  - Saguinus pileatus
  - Saguinus tripartitus

#### SubfamíliaCebinae

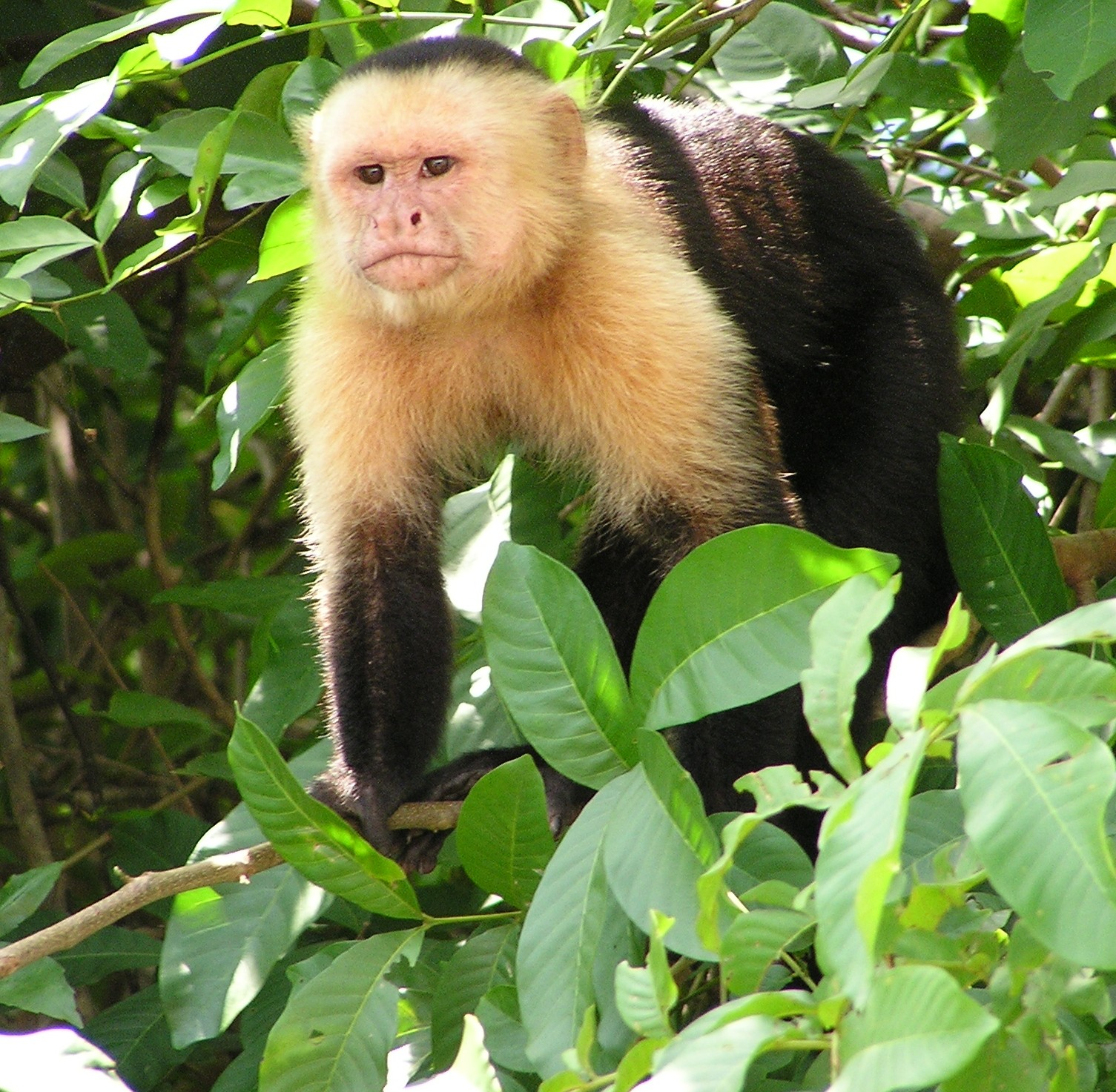
Cebo cappuccino
Cebus capucinus

- Gênero Cebus
  - Cebus albifrons
  - Cebus apella
  - Cebus capucinus
  - Cebus kaapori
  - Cebus libidinosus
  - Cebus nigritus
  - Cebus olivaceus
  - Cebus xanthosternos

#### SubfamíliaSaimirinae

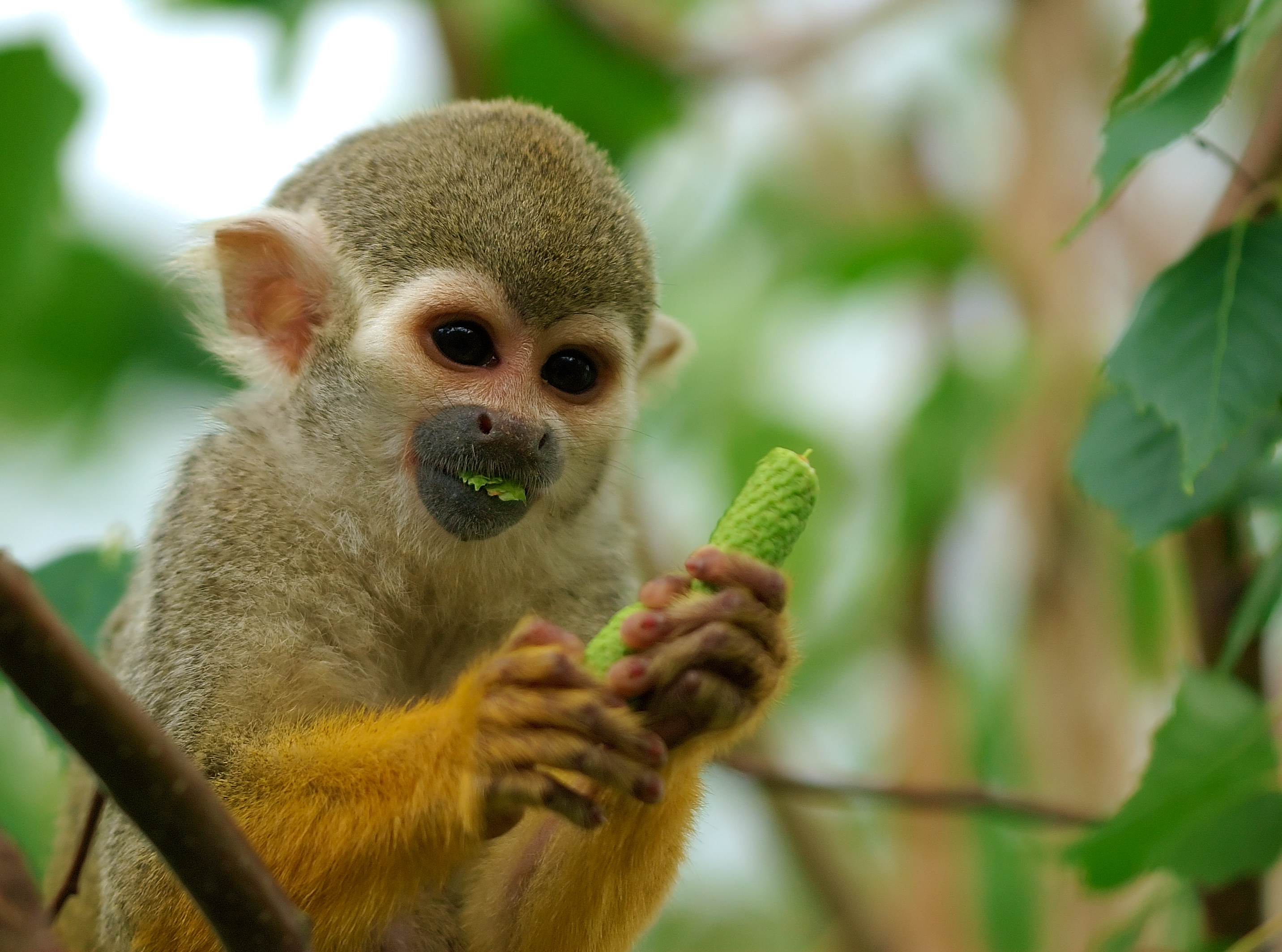
Saimiri sciureus

- Gênero Saimiri
  - Saimiri boliviensis
  - Saimiri oerstedii
  - Saimiri sciureus
  - Saimiri ustus
  - Saimiri vanzolinii

### FamíliaAotidae

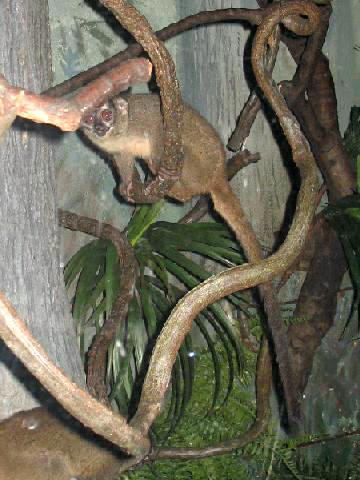
Aoto dalle tre strisce
Aotus trivirgatus

- Gênero Aotus
  - Aotus azarai
  - Aotus brumbacki
  - Aotus hershkovitzi
  - Aotus infulatus
  - Aotus lemurinus
  - Aotus miconax
  - Aotus nancymaae
  - Aotus nigriceps
  - Aotus trivirgatus
  - Aotus vociferans

### FamíliaAtelidae

#### SubfamíliaAlouattinae

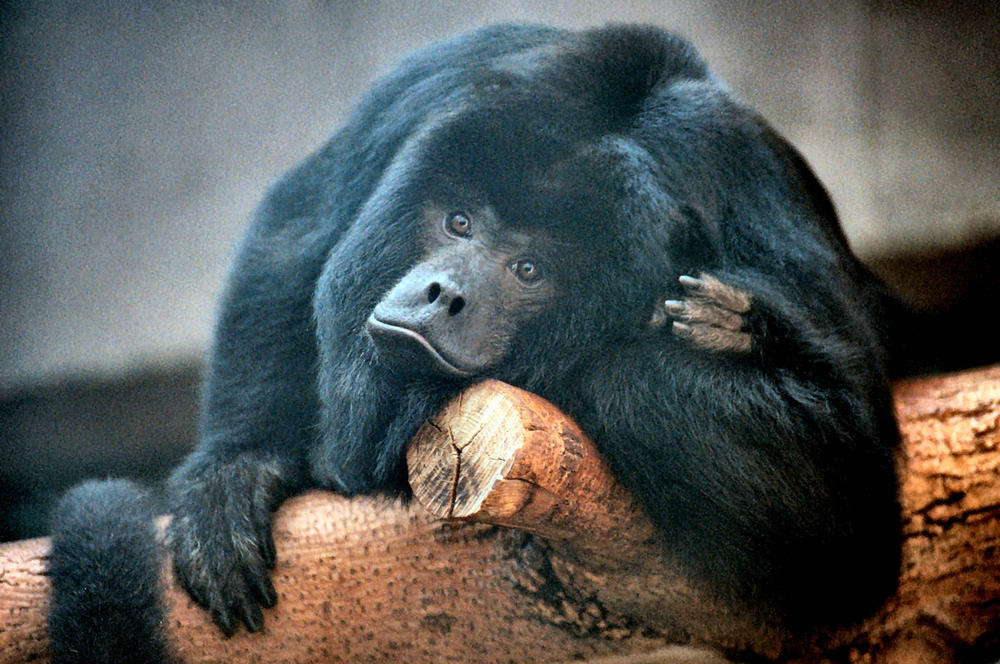
Aluatta nera
Alouatta caraya

- Gênero Alouatta
  - Alouatta belzebul
  - Alouatta caraya
  - Alouatta coibensis
  - Alouatta fusca
  - Alouatta guariba
  - Alouatta macconnelli
  - Alouatta nigerrima
  - Alouatta palliata
  - Alouatta pigra
  - Alouatta sara
  - Alouatta seniculus

#### SubfamíliaAtelinae

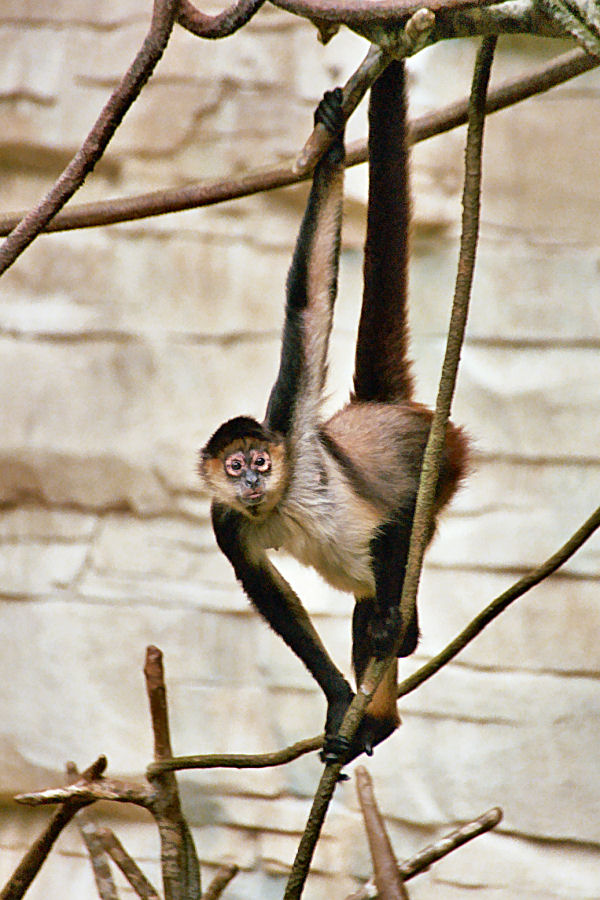
Atele di Geoffroy
Ateles geoffroyi

- Gênero Ateles
  - Ateles belzebuth
  - Ateles chamek
  - Ateles fusciceps
  - Ateles geoffroyi
  - Ateles hybridus
  - Ateles marginatus
  - Ateles paniscus
- Gênero Brachyteles
  - Brachyteles arachnoides
  - Brachyteles hypoxanthus
- Gênero Lagothrix
  - Lagothrix cana
  - Lagothrix lagotricha
  - Lagothrix lugens
  - Lagothrix poeppigii
- Gênero Oreonax
  - Oreonax flavicauda

### FamíliaPitheciidae

#### SubfamíliaPitheciinae

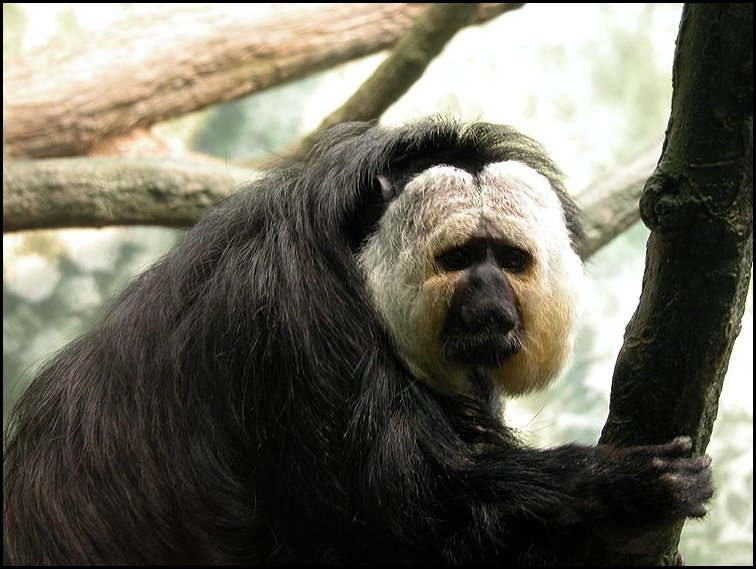
Pitecia dalla faccia bianca
Pithecia pithecia

- Gênero Cacajao
  - Cacajao calvus
  - Cacajao melanocephalus
- Gênero Chiropotes
  - Chiropotes albinasus
  - Chiropotes chiropotes
  - Chiropotes israelita
  - Chiropotes satanas
  - Chiropotes utahickae
- Gênero Pithecia
  - Pithecia aequatorialis
  - Pithecia albicans
  - Pithecia irrorata
  - Pithecia monachus
  - Pithecia pithecia

#### SubfamíliaCallicebinae

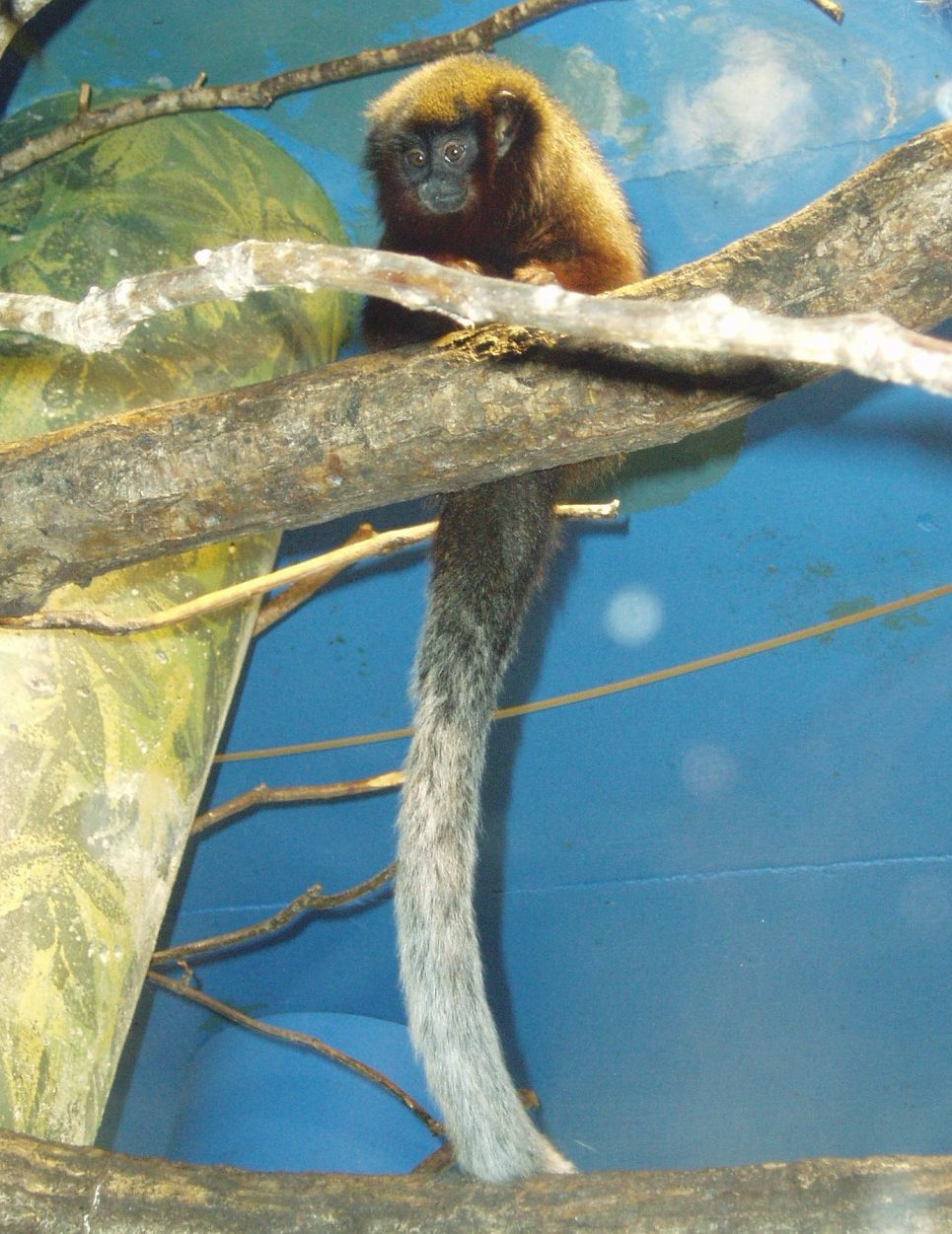
Callicebo rosso
Callicebus cupreus

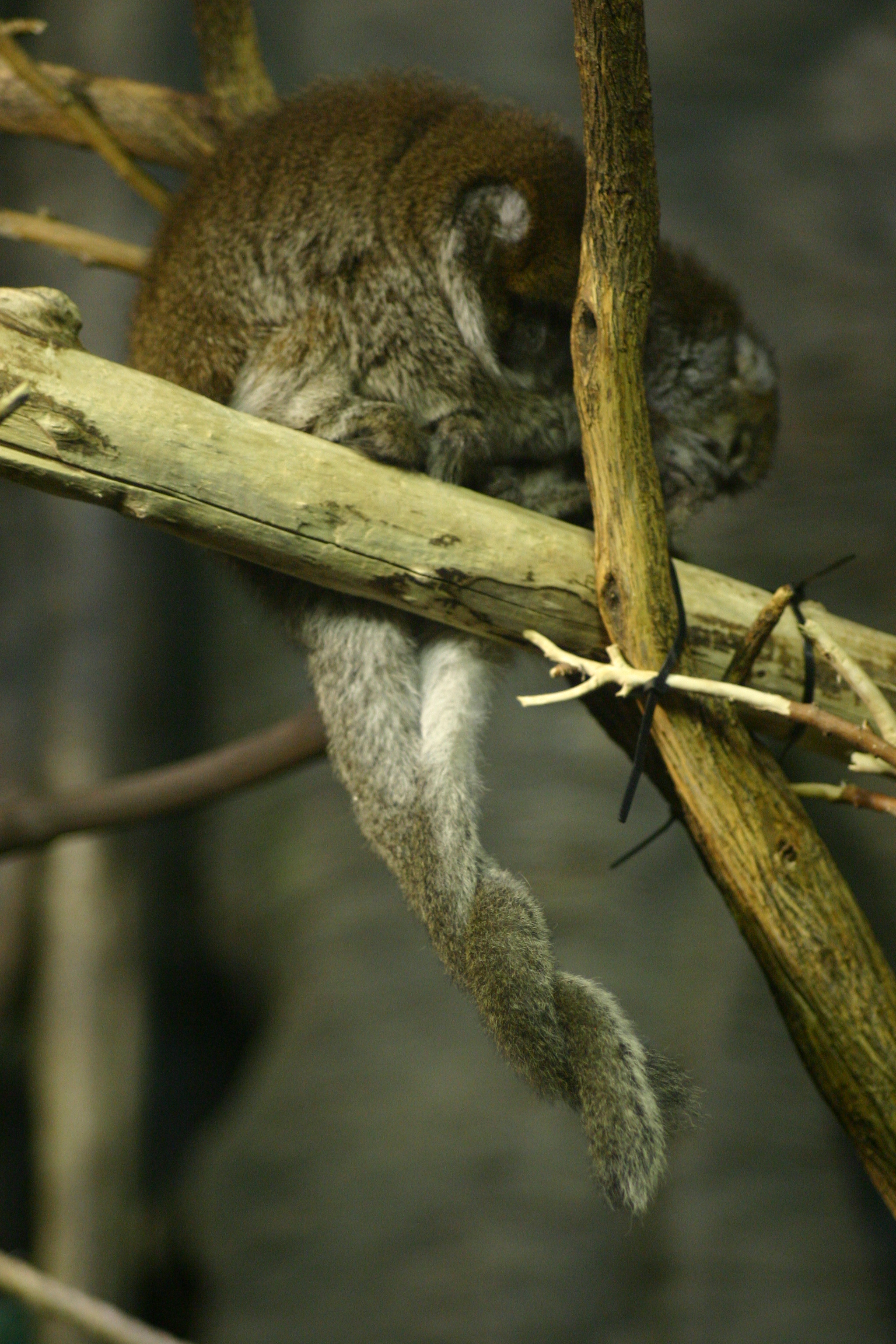
Callicebo boliviano
Callicebus donacophilus

- Gênero Callicebus
  - Subgênero Callicebus
  - Callicebus baptista
  - Callicebus barbarabrownae
  - Callicebus bernhardi
  - Callicebus brunneus
  - Callicebus caligatus
  - Callicebus caquetensis[23] ** Callicebus cinerascens
  - Callicebus coimbrai
  - Callicebus cupreus
  - Callicebus discolor
  - Callicebus donacophilus
  - Callicebus dubius
  - Callicebus hoffmannsi
  - Callicebus melanochir
  - Callicebus modestus
  - Callicebus moloch
  - Callicebus nigrifrons
  - Callicebus oenanthe
  - Callicebus olallae
  - Callicebus ornatus
  - Callicebus pallescens
  - Callicebus personatus
  - Callicebus stephennashi
  - Subgênero Torquatus
  - Callicebus lucifer
  - Callicebus lugens
  - Callicebus medemi
  - Callicebus purinus
  - Callicebus regulus
  - Callicebus torquatus

### FamíliaCercopithecidae

#### SubfamíliaCercopithecinae
- Gênero Allenopithecus
  - Allenopithecus nigroviridis
- Gênero Cercocebus
  - Cercocebus agilis
  - Cercocebus atys
  - Cercocebus chrysogaster
  - Cercocebus galeritus
  - Cercocebus sanjei
  - Cercocebus torquatus
- Gênero Cercopithecus

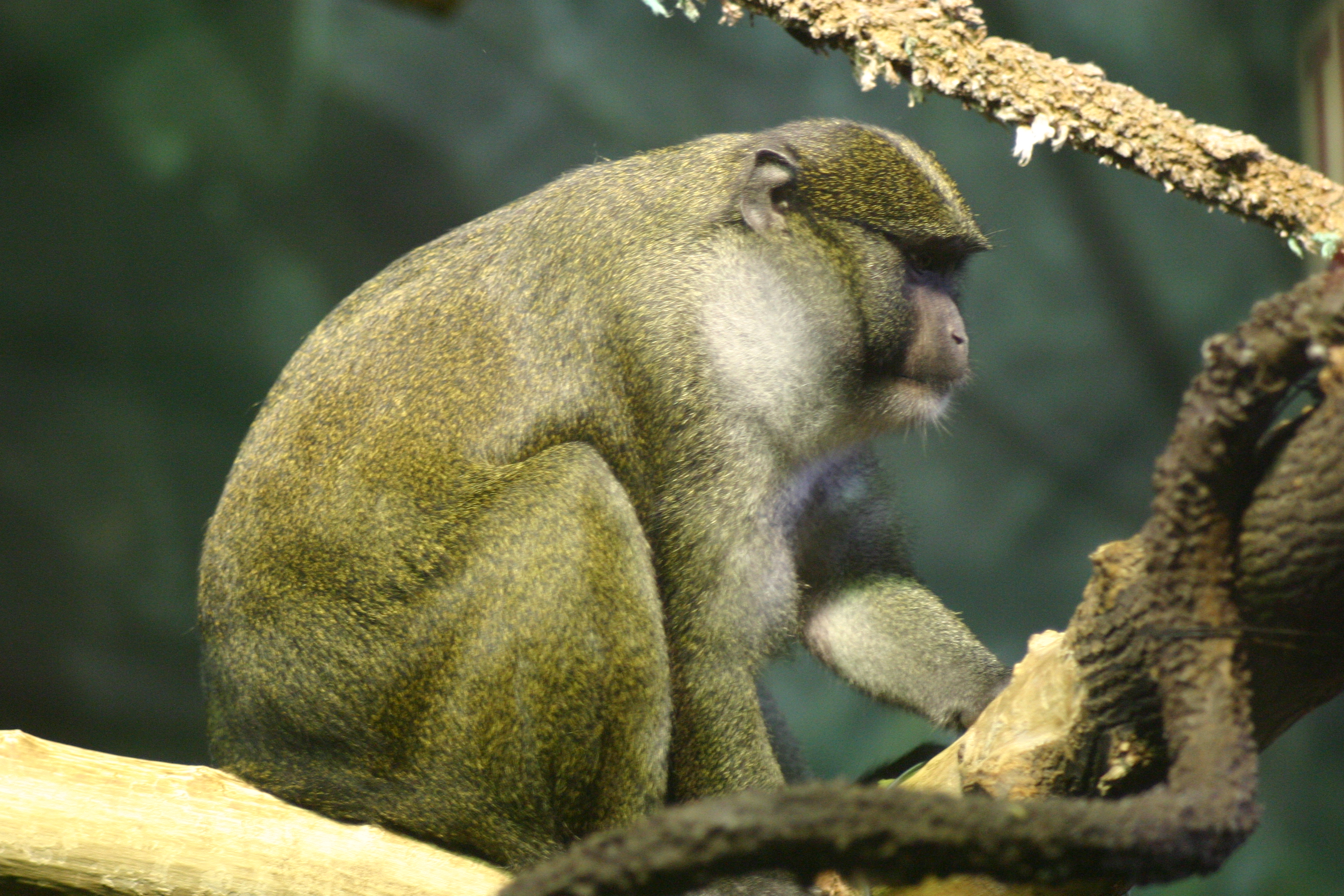
Cercopiteco di palude
Allenopithecus nigroviridis

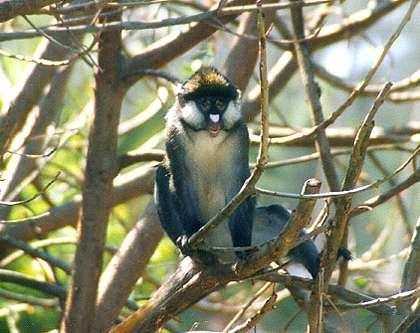
Cercopiteco nasobianco
Cercopithecus ascanius

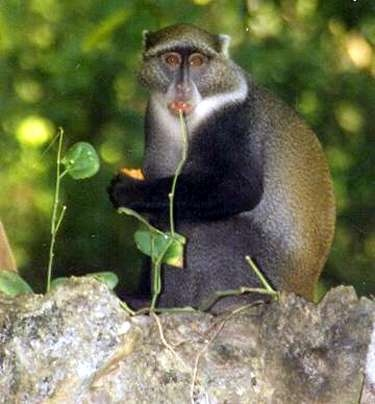
Cercopiteco dal diadema
Cercopithecus mitis

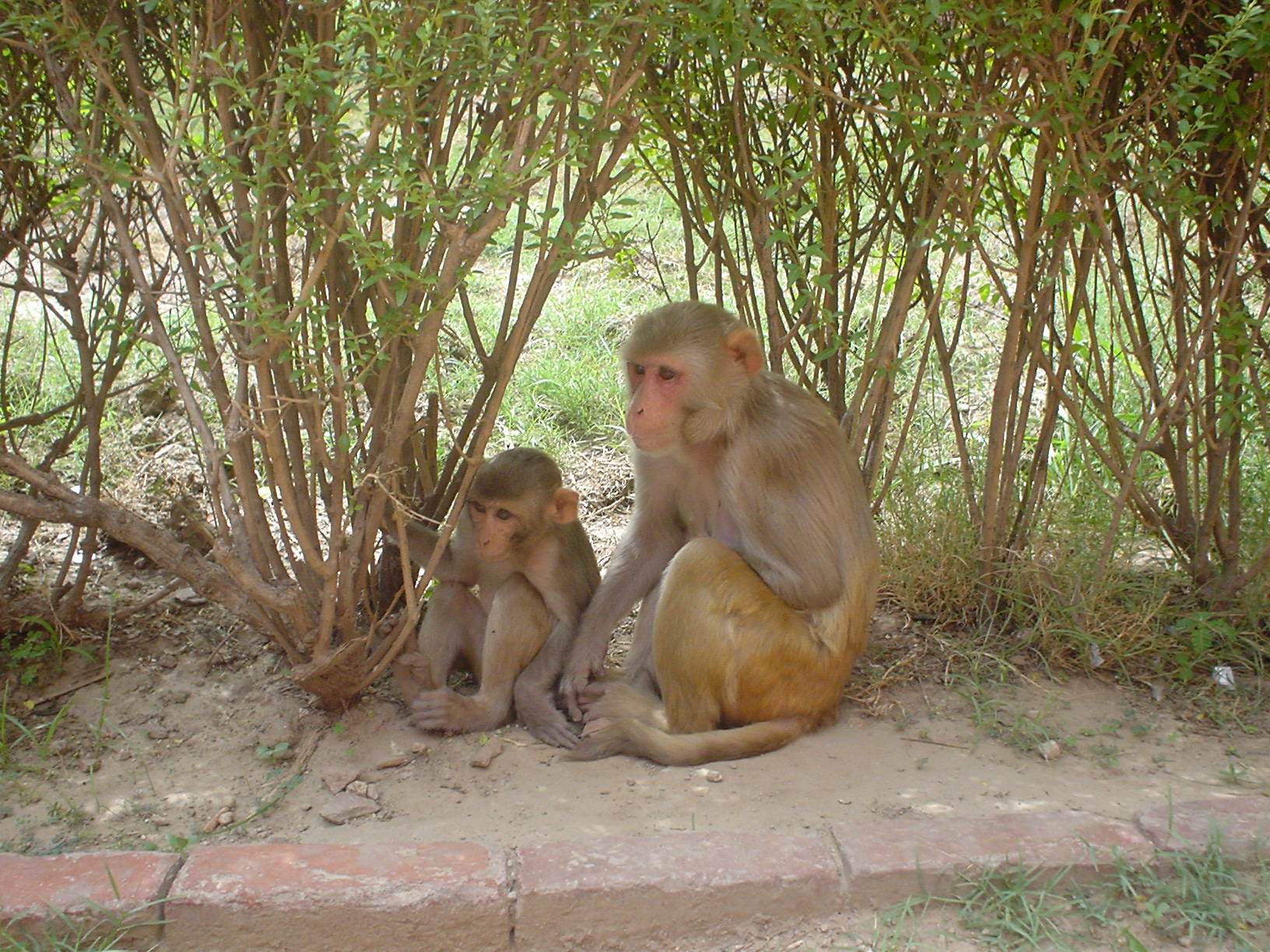
Macaco rhesus
Macaca mulatta

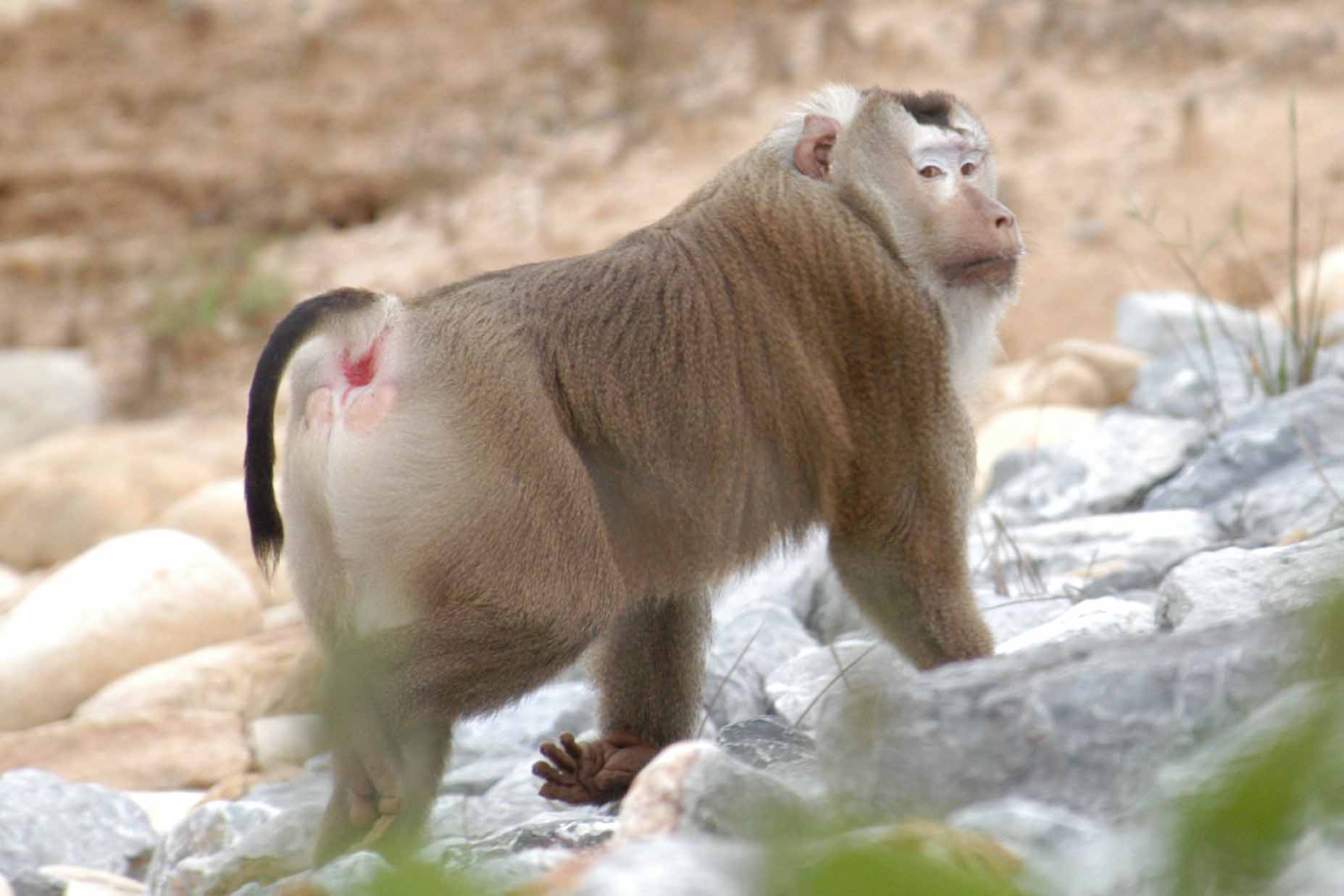
Macaco nemestrino
Macaca nemestrina

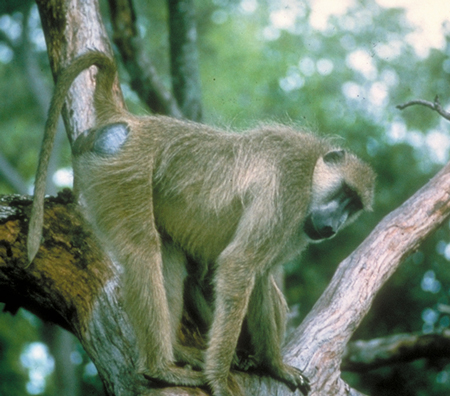
Babbuino giallo
Papio cynocephalus

  - Cercopithecus albogularis[carece de fontes?]
  - Cercopithecus ascanius[24]
  - Cercopithecus campbelli[25]
  - Cercopithecus cephus[26]
  - Cercopithecus denti[carece de fontes?]
  - Cercopithecus diana[carece de fontes?]
  - Cercopithecus doggetti[carece de fontes?]
  - Cercopithecus dryas[carece de fontes?]
  - Cercopithecus erythrogaster[carece de fontes?]
  - Cercopithecus erythrotis[carece de fontes?]
  - Cercopithecus hamlyni[carece de fontes?]
  - Cercopithecus kandti[carece de fontes?]
  - Cercopithecus lhoesti[carece de fontes?]
  - Cercopithecus mitis[carece de fontes?]
  - Cercopithecus mona[carece de fontes?]
  - Cercopithecus neglectus[carece de fontes?]
  - Cercopithecus nictitans[carece de fontes?]
  - Cercopithecus petaurista[carece de fontes?]
  - Cercopithecus pogonias[carece de fontes?]
  - Cercopithecus preussi[carece de fontes?]
  - Cercopithecus roloway[carece de fontes?]
  - Cercopithecus sclateri[carece de fontes?]
  - Cercopithecus solatus[carece de fontes?]
  - Cercopithecus wolfi[carece de fontes?]
- Gênero Chlorocebus[carece de fontes?]
  - Chlorocebus aethiops[carece de fontes?]
  - Chlorocebus cynosuros[carece de fontes?]
  - Chlorocebus djamdjamensis[carece de fontes?]
  - Chlorocebus pygerythrus[carece de fontes?]
  - Chlorocebus sabaeus[carece de fontes?]
  - Chlorocebus tantalus[carece de fontes?]
- Gênero Erythrocebus[carece de fontes?]
  - Erythrocebus patas[carece de fontes?]
- Gênero Lophocebus[carece de fontes?]
  - Lophocebus albigena[carece de fontes?]
  - Lophocebus aterrimus[carece de fontes?]
  - Lophocebus opdenboschi[carece de fontes?]
- Gênero Macaca[carece de fontes?]
  - Macaca arctoides[carece de fontes?]
  - Macaca assamensis[carece de fontes?]
  - Macaca cyclopis[carece de fontes?]
  - Macaca fascicularis[carece de fontes?]
  - Macaca fuscata[carece de fontes?]
  - Macaca hecki[carece de fontes?]
  - Macaca leonina[carece de fontes?]
  - Macaca maura[carece de fontes?]
  - Macaca mulatta[carece de fontes?]
  - Macaca munzala[carece de fontes?]
  - Macaca nemestrina[carece de fontes?]
  - Macaca nigra[carece de fontes?]
  - Macaca nigrescens[carece de fontes?]
  - Macaca ochreata[carece de fontes?]
  - Macaca radiata[carece de fontes?]
  - Macaca silenus[carece de fontes?]
  - Macaca sinica[carece de fontes?]
  - Macaca sylvanus[carece de fontes?]
  - Macaca thibetana[carece de fontes?]
  - Macaca tonkeana[carece de fontes?]
- Gênero Mandrillus[carece de fontes?]
  - Mandrillus leucophaeus[carece de fontes?]
  - Mandrillus sphinx[carece de fontes?]
- Gênero Miopithecus[carece de fontes?]
  - Miopithecus talapoin[carece de fontes?]
  - Miopithecus ogouensis[carece de fontes?]
- Gênero Papio[carece de fontes?]
  - Papio anubis[carece de fontes?]
  - Papio cynocephalus[carece de fontes?]
  - Papio hamadryas[carece de fontes?]
  - Papio papio[carece de fontes?]
  - Papio ursinus[carece de fontes?]
- Gênero Rungwecebus
  - Rungwecebus kipunji[27]
- Gênero Theropithecus[carece de fontes?]
  - Theropithecus gelada[carece de fontes?]

#### SubfamíliaColobinae[28]
- Gênero Colobus
  - Colobus angolensis
  - Colobus guereza
  - Colobus polykomos
  - Colobus satanas
  - Colobus vellerosus
- Gênero Simias
  - Simias concolor
- Gênero Nasalis
  - Nasalis larvatus
- Gênero Presbytis
  - Presbytis comata
  - Presbytis femoralis
  - Presbytis frontata
  - Presbytis hosei
  - Presbytis melalophos
  - Presbytis potenziani
  - Presbytis rubicunda
  - Presbytis thomasi
  - Presbytis chrysomelas
  - Presbytis siamensis
  - Presbytis natunae
- Gênero Procolobus
  - Procolobus verus
- Gênero Piliocolobus
  - Piliocolobus badius
  - Piliocolobus pennantii
  - Piliocolobus preussi
  - Piliocolobus rufomitratus
  - Piliocolobus tholloni
  - Piliocolobus foai
  - Piliocolobus tephrosceles
  - Piliocolobus gordonorum
  - Piliocolobus kirkii
- Gênero Pygathrix[29]
  - Pygathrix nemaeus[30][31]
  - Pygathrix nigripes[32][33]
  - Pygathrix cinerea[34][35]
- Gênero Rhinopithecus[36]
  - Rhinopithecus avunculus[37][38]
  - Rhinopithecus bieti[39][40]
  - Rhinopithecus brelichi[41][42]
  - Rhinopithecus roxellana[43][44]

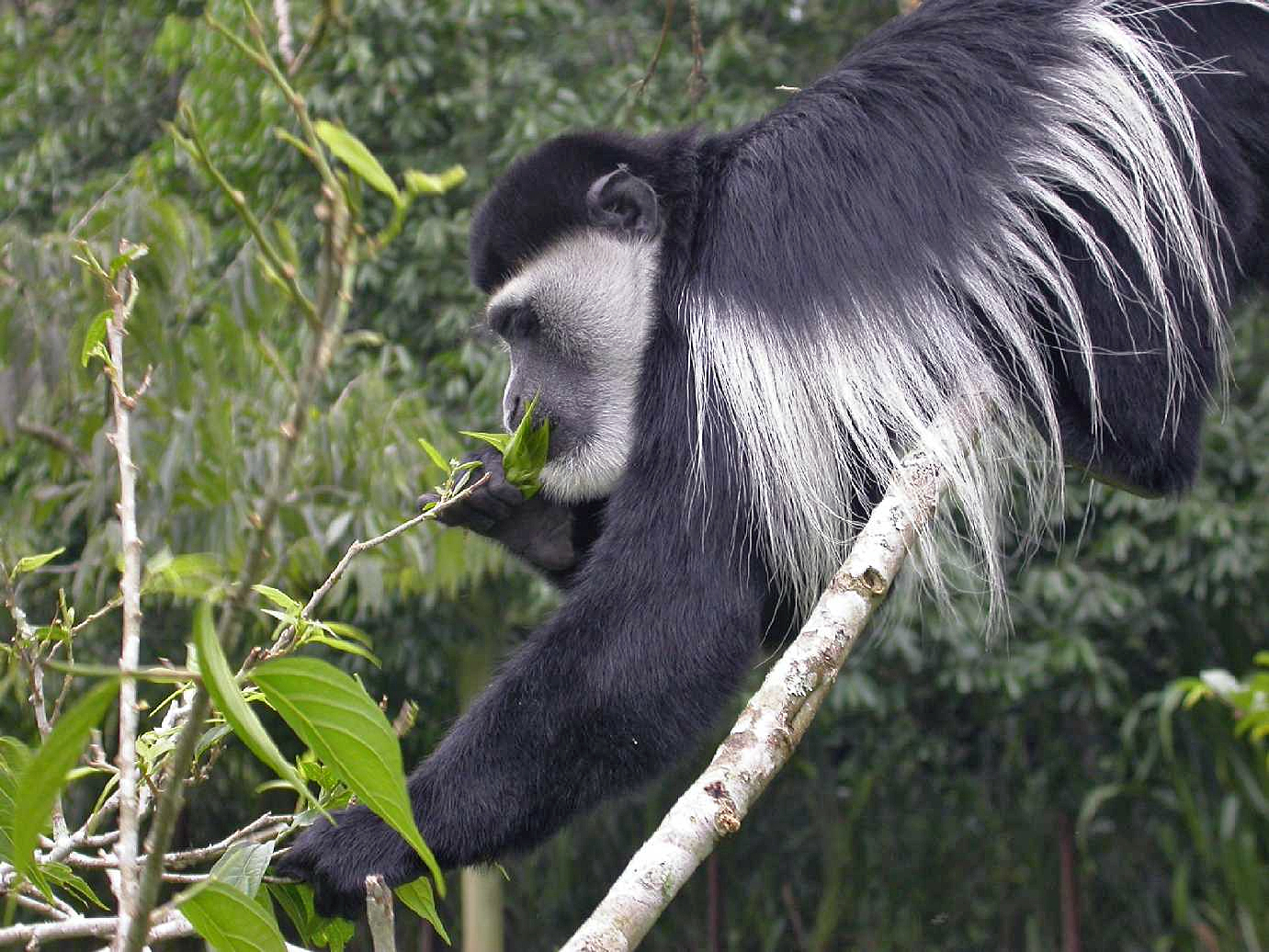
Guereza (Colobus guereza)

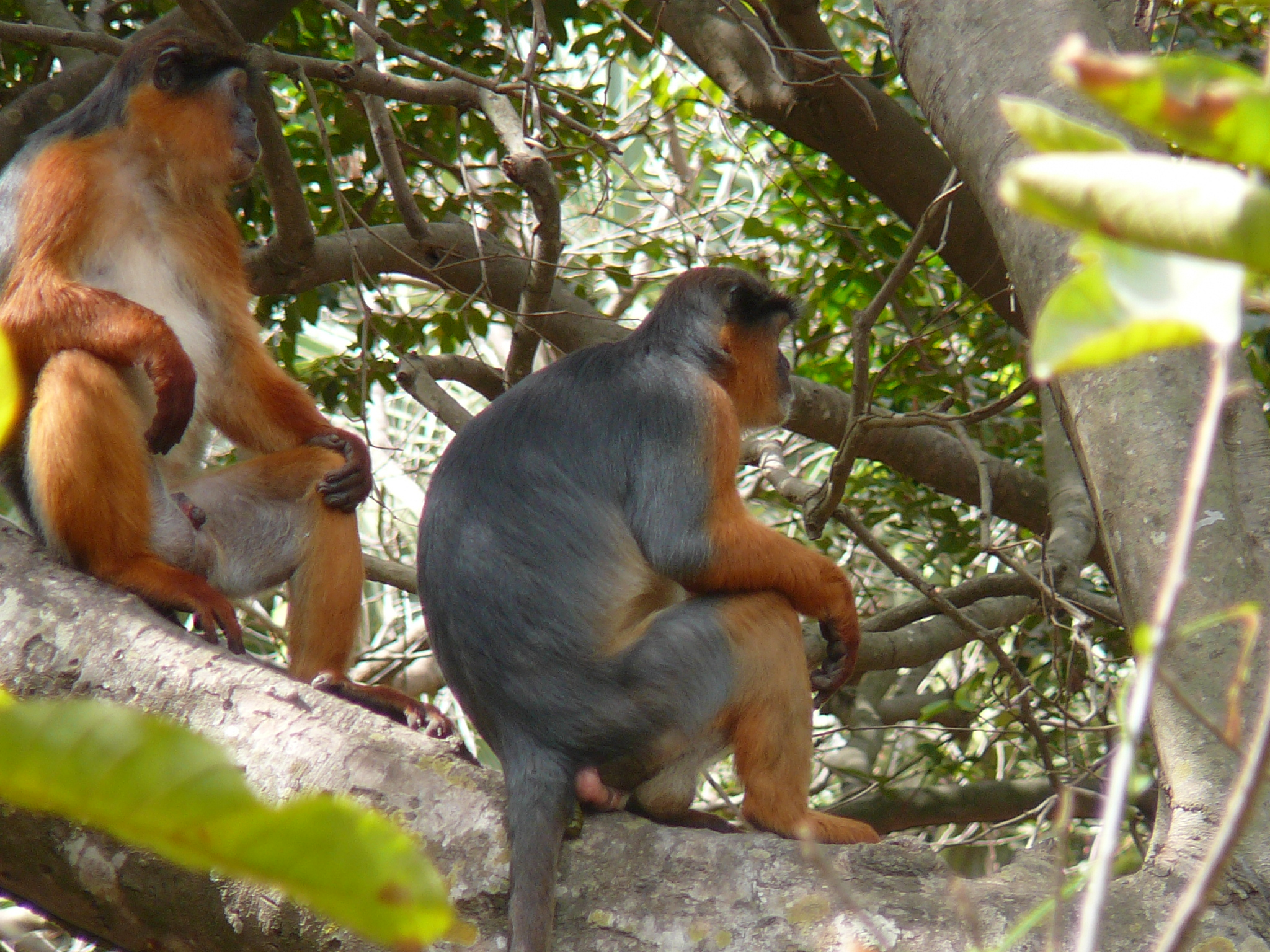
Colobo-vermelho-ocidental (Piliocolobus badius)

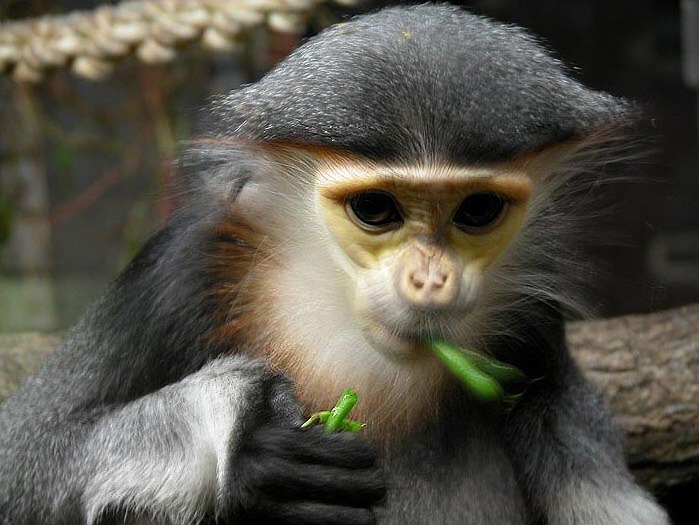
Langur-douc (Pygathrix nemaeus)

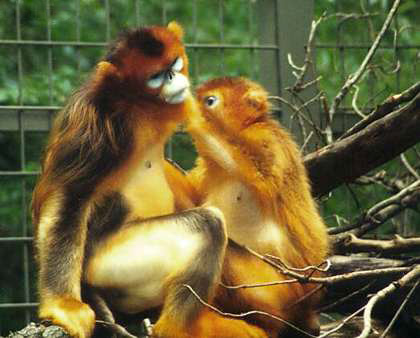
Macaco-dourado (Rhinopithecus roxellana)

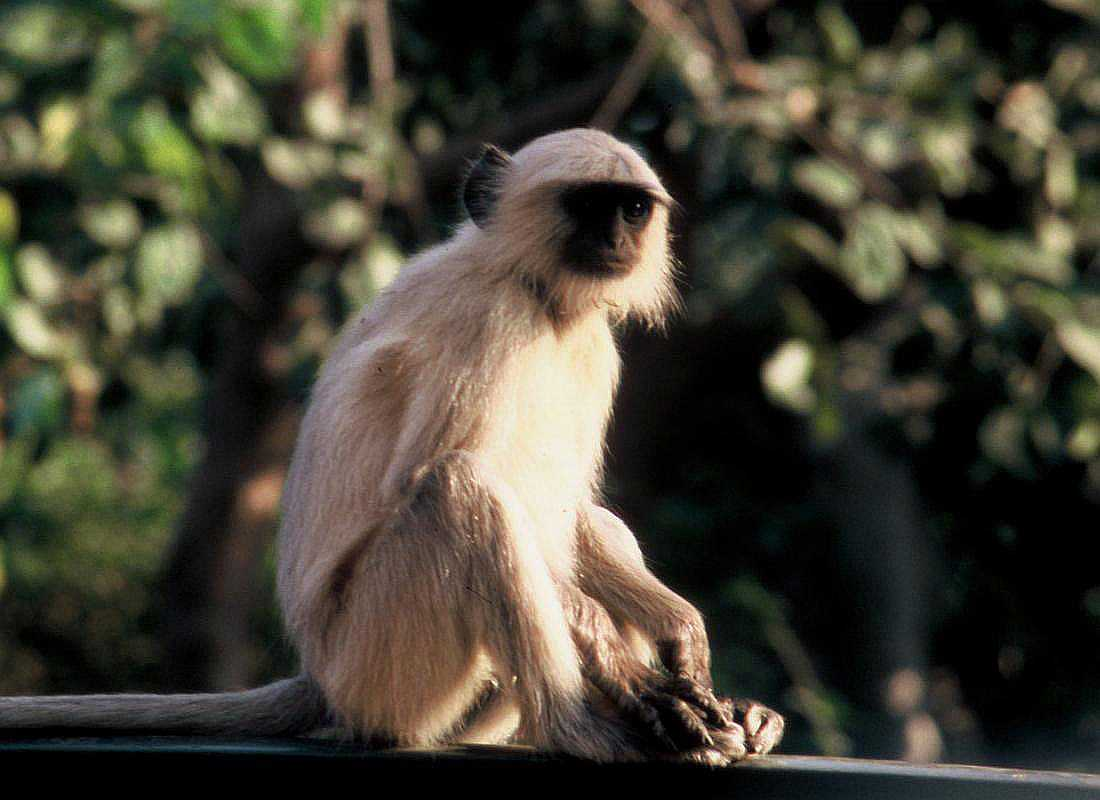
Semnopithecus

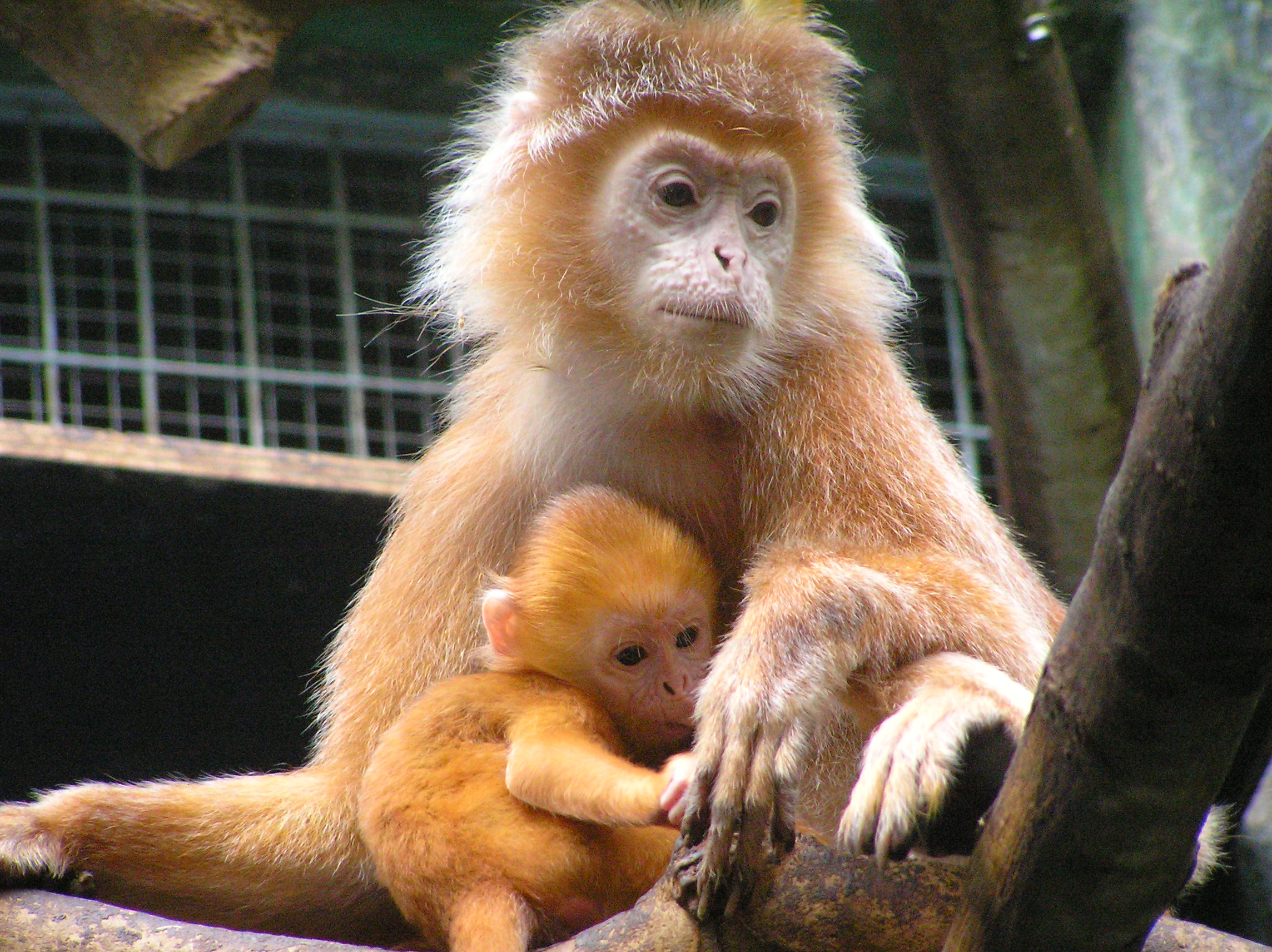
Langur-de-java (Trachypithecus auratus)

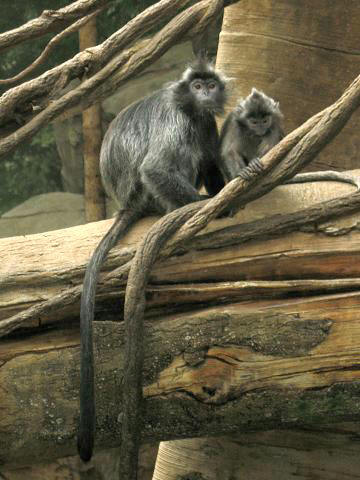
Langur-prateado (Trachypithecus cristatus)

    - Rhinopithecus roxellana roxellana[45][46]
    - Rhinopithecus roxellana hubeiensis[47][48]
    - Rhinopithecus roxellana qinlingensis[49][50]

  - Rhinopithecus strykeri[51]
- Gênero Semnopithecus[52]
  - Semnopithecus entellus[53][54]
  - Semnopithecus ajax[55][56]
  - Semnopithecus dussumieri[57][58]
  - Semnopithecus hector[59][60]
  - Semnopithecus hypoleucos[61][62]
  - Semnopithecus priam[63][64]
    - Semnopithecus priam priam[65]
    - Semnopithecus priam thersites[66]

  - Semnopithecus schistaceus[67][68]
- Gênero Trachypithecus[69]
  - Trachypithecus auratus[70][71]
    - Trachypithecus auratus auratus[72][73]
    - Trachypithecus auratus mauritius[74][75]

  - Trachypithecus cristatus[76][77]
    - Trachypithecus cristatus cristatus[78][79]
    - Trachypithecus cristatus vigilans[80][81]

  - Trachypithecus francoisi[82][83]
  - Trachypithecus geei[84][85]
  - Trachypithecus johnii[86][87]
  - Trachypithecus obscurus[88][89]
    - Trachypithecus obscurus obscurus[90][91]
    - Trachypithecus obscurus flavicauda[92][93]
    - Trachypithecus obscurus halonifer[94][95]
    - Trachypithecus obscurus carbo[96][97]
    - Trachypithecus obscurus styx[98][99]
    - Trachypithecus obscurus seimundi[100][101]
    - Trachypithecus obscurus sanctorum[102][103]

  - Trachypithecus phayrei[104][105]
    - Trachypithecus phayrei phayrei[106][107]
    - Trachypithecus phayrei crepusculus[108][109]
    - Trachypithecus phayrei shanicus[110][111]

  - Trachypithecus pileatus[112][113]
    - Trachypithecus pileatus pileatus[114][115]
    - Trachypithecus pileatus durga[116][117]
    - Trachypithecus pileatus brahma[118][119]
    - Trachypithecus pileatus tenebricus[120][121]

  - Trachypithecus vetulus[122][123]
    - Trachypithecus vetulus vetulus[124][125]
    - Trachypithecus vetulus nestor[126][127]
    - Trachypithecus vetulus monticola[128][129]
    - Trachypithecus vetulus philbricki[130][131]

  - Trachypithecus barbei[132][133]
  - Trachypithecus delacouri[134][135]
  - Trachypithecus ebenus[136]
  - Trachypithecus germaini[137][138]
    - Trachypithecus germaini germaini[139]
    - Trachypithecus germaini caudalis[140]

  - Trachypithecus hatinhensis[141][142]
  - Trachypithecus laotum[143][144]
  - Trachypithecus poliocephalus[145][146]
    - Trachypithecus poliocephalus poliocephalus[147][148]
    - Trachypithecus poliocephalus leucocephalus[149][150]

  - Trachypithecus shortridgei[151][152]

### Família Hylobatidae

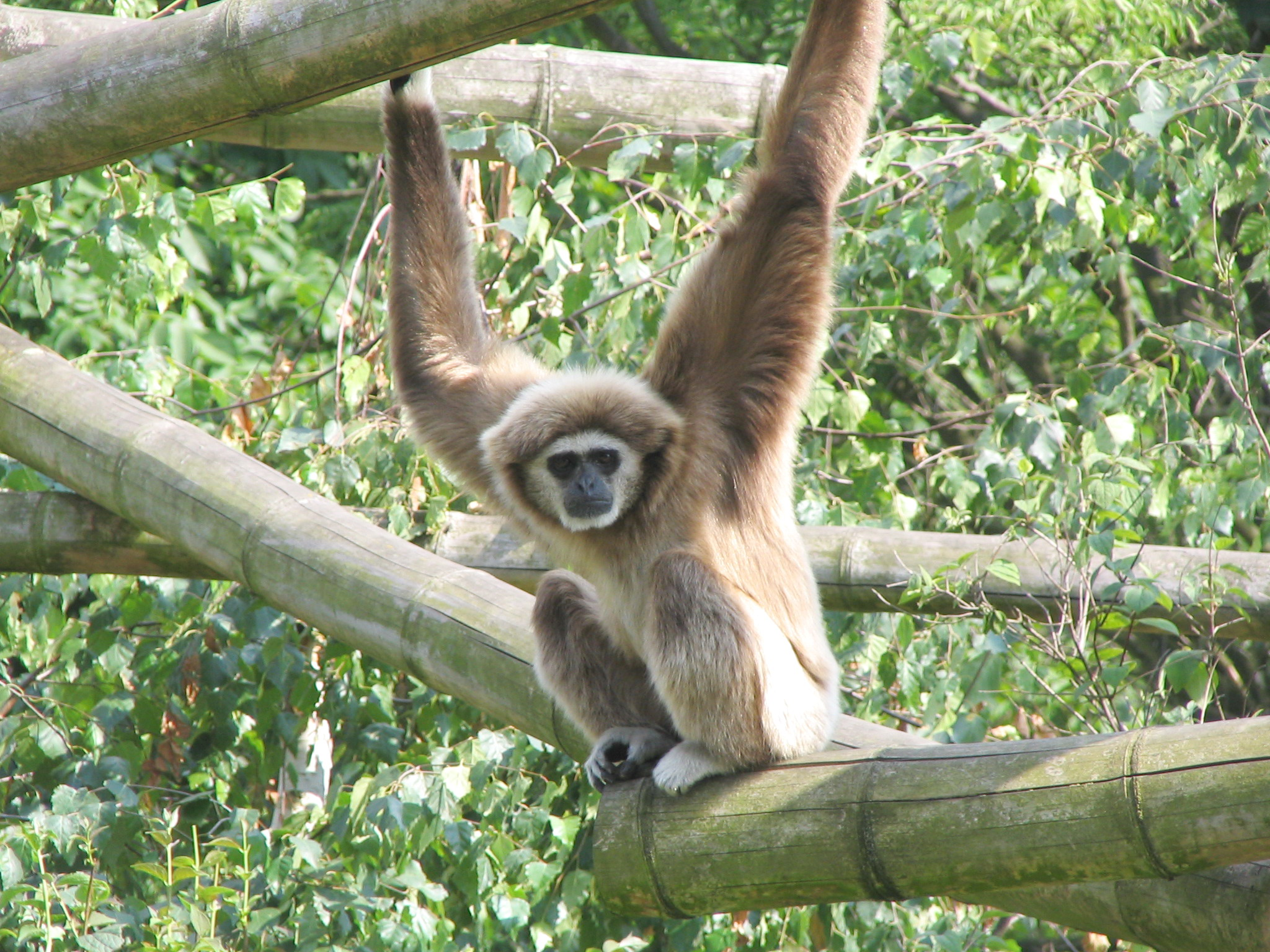
Gibão-de-mãos-brancas (Hylobates lar)

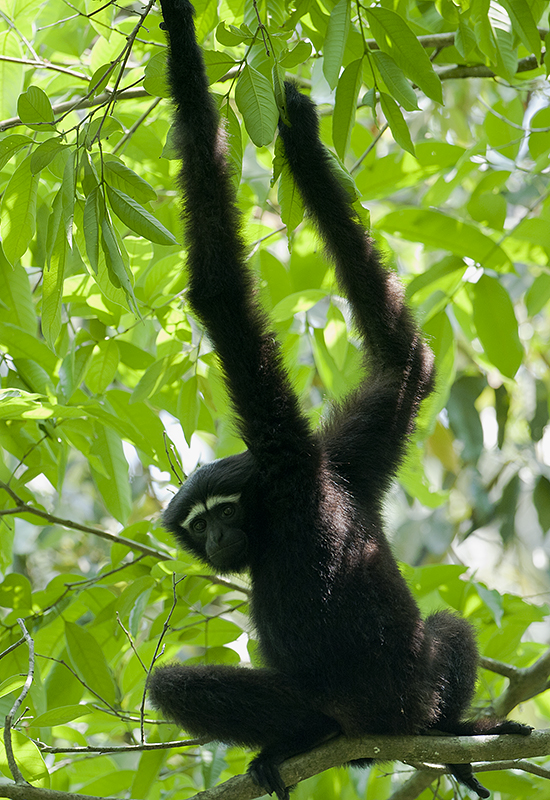
Gibão-hoolock-ocidental (Hoolock hoolock)

### FamíliaHylobatidae[153]
- Gênero Hylobates[154]
  - Hylobates agilis[155][156]
  - Hylobates klossii[157][158]
  - Hylobates lar[159][160]
    - Hylobates lar lar[161][162]
    - Hylobates lar carpenteri[163][164]
    - Hylobates lar entelloides[165][166]
    - Hylobates lar vestitus[167][168]
    - Hylobates lar yunnanensis[169][170]

  - Hylobates moloch[171][172]
  - Hylobates muelleri[173][174]
    - Hylobates muelleri muelleri[175][176]
    - Hylobates muelleri abbotti[177][178]
    - Hylobates muelleri funereus[179][180]

  - Hylobates pileatus[181][182]
  - Hylobates albibarbis[183][184]
- Gênero Hoolock[185]
  - Hoolock hoolock[186][187]
  - Hoolock leuconedys[188][189]
- Gênero Symphalangus[190]
  - Symphalangus syndactylus[191][192]
- Gênero Nomascus[193]
  - Nomascus annamensis[194] **Nomascus concolor[195][196]
    - Nomascus concolor concolor[197][198]
    - Nomascus concolor furvogaster[199][200]
    - Nomascus concolor jingdongensis[201][202]
    - Nomascus concolor lu[203][204]

  - Nomascus gabriellae[205][206]
  - Nomascus hainanus[207][208]
  - Nomascus leucogenys[209][210]
  - Nomascus siki[211][212]
  - Nomascus nasutus[213]

### FamíliaHominidae[214]

#### SubfamíliaHomininae
- Gênero Gorilla[215]
  - Gorilla beringei[216][217]
    - Gorilla beringei beringei[218][219]
    - Gorilla beringei graueri[220][221]

  - Gorilla gorilla[222][223]
    - Gorilla gorilla gorilla[224][225]
    - Gorilla gorilla diehli[226][227]
- Gênero Chororapithecus[carece de fontes?]

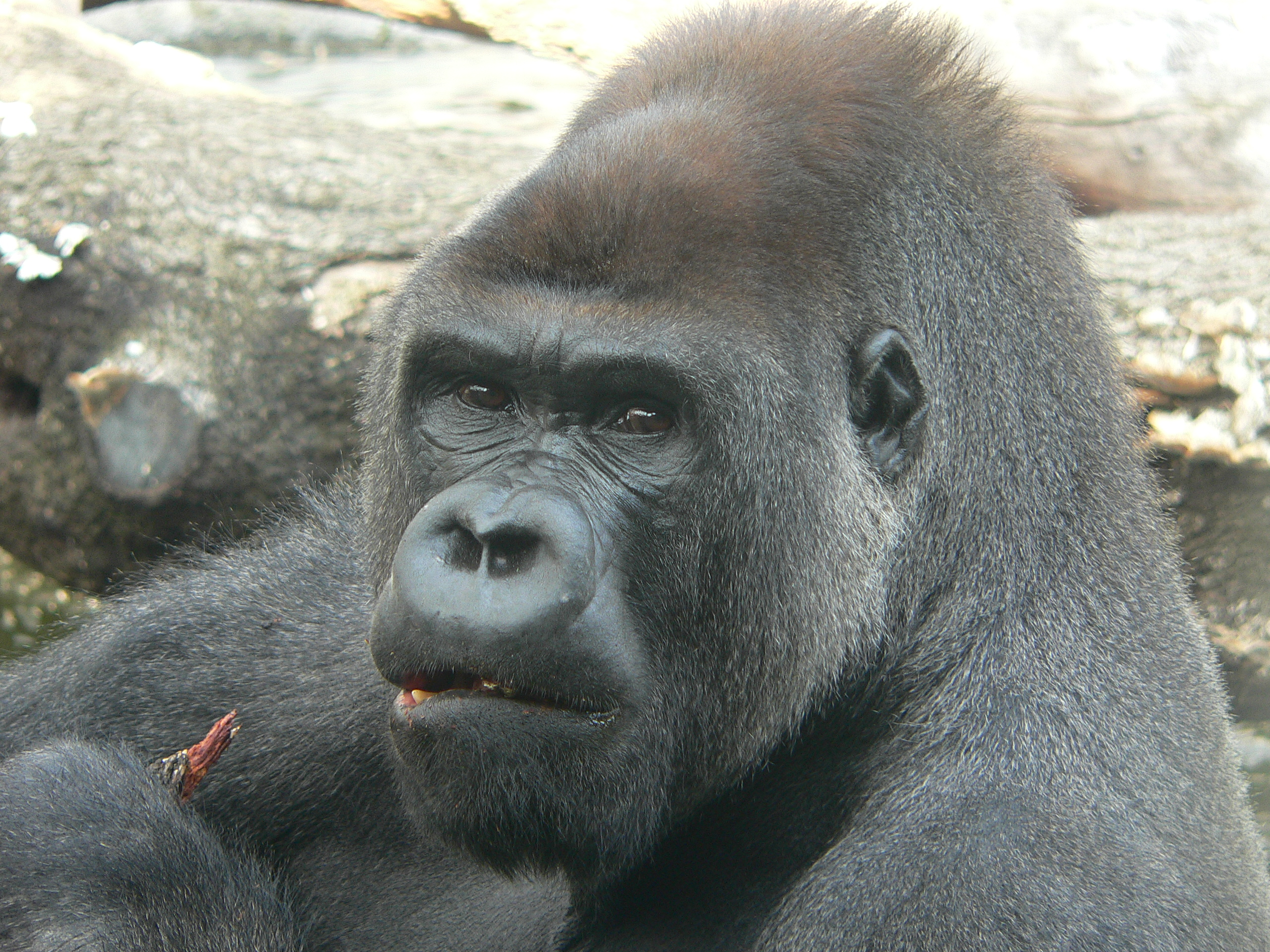
Gorila (Gorilla gorilla)

Humano (Homo sapiens sapiens)

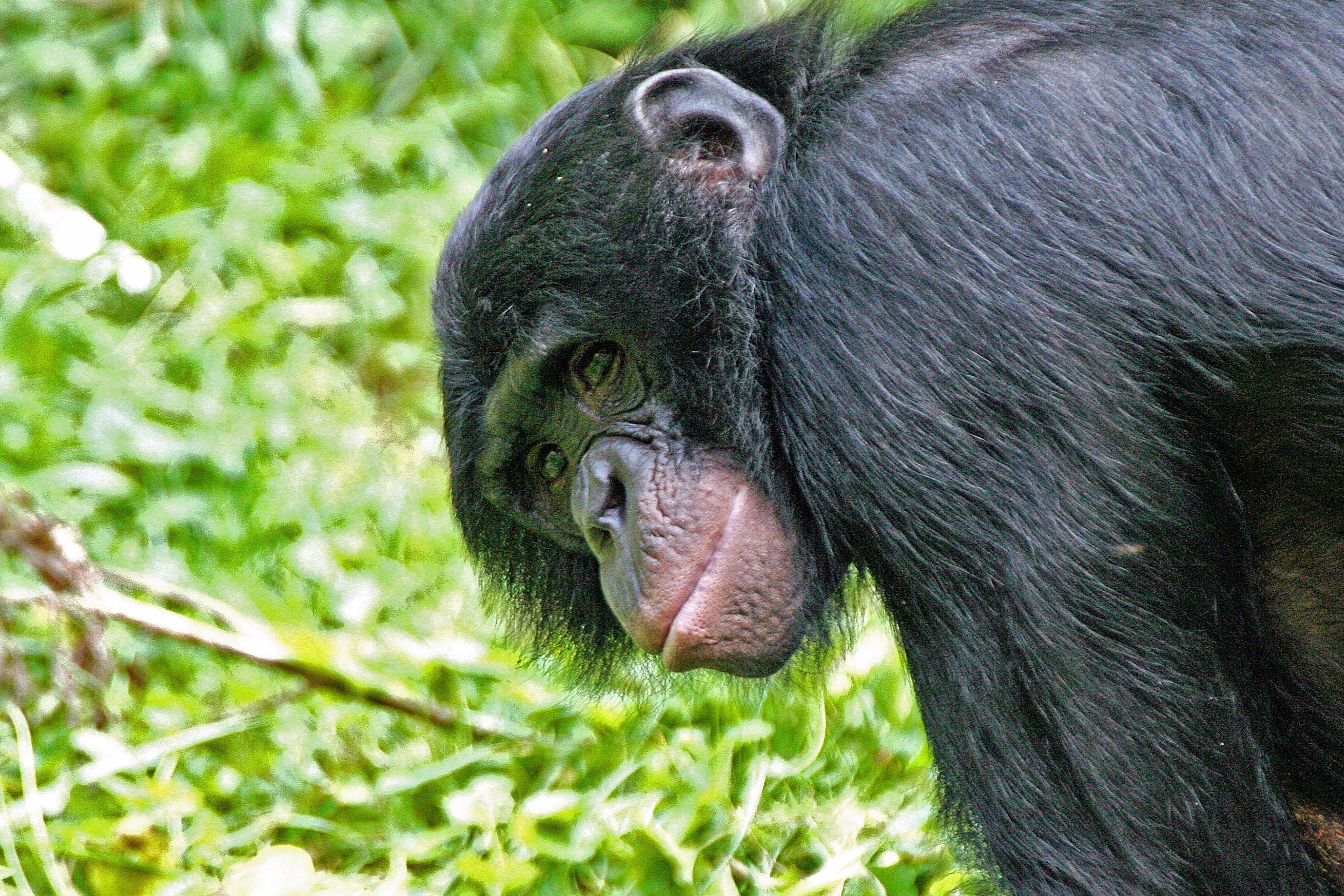
Bonobo (Pan paniscus)

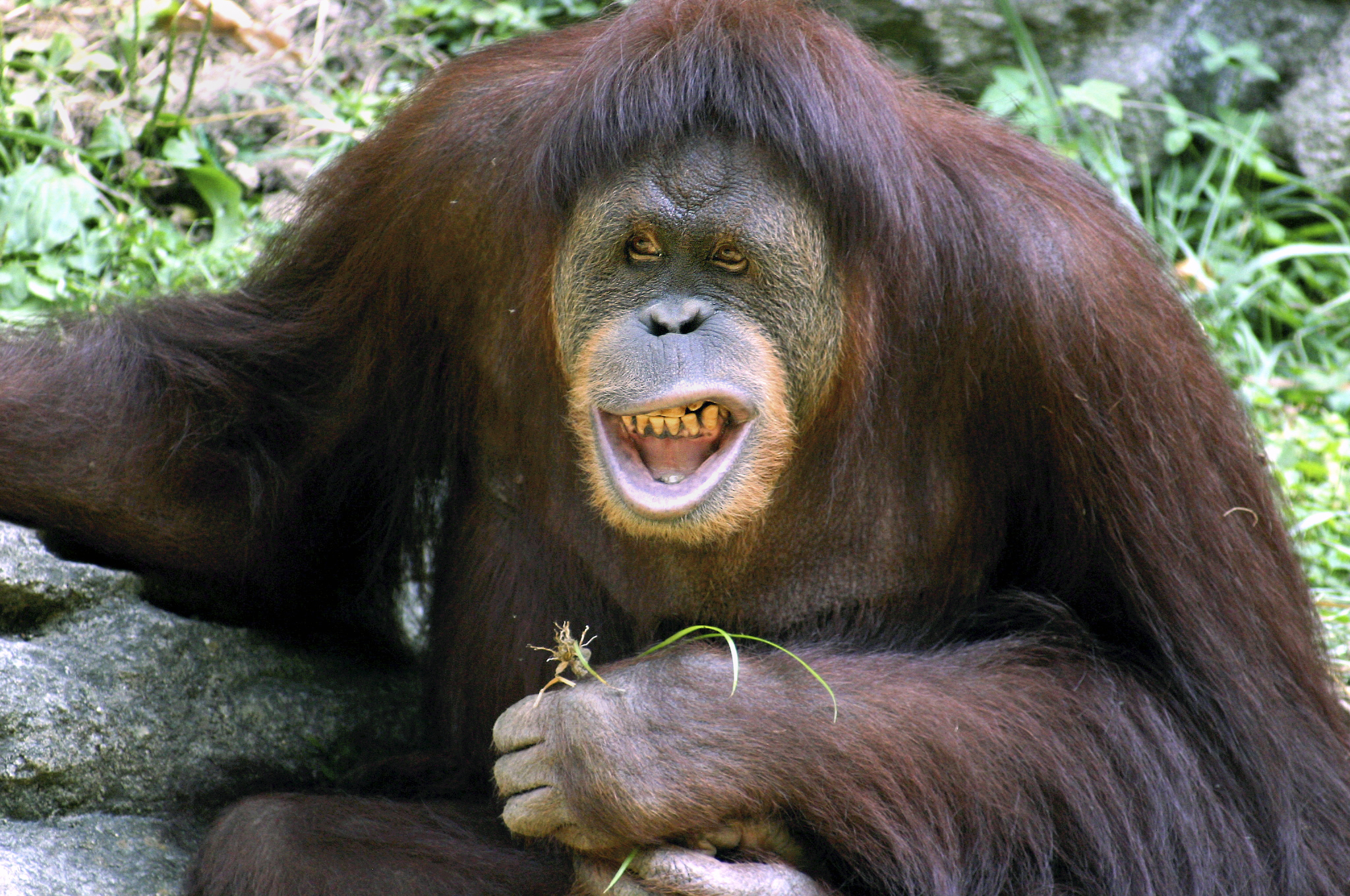
Orangotango (Pongo pygmaeus)

  - †Chororapithecus abyssinicus[carece de fontes?]
- Gênero Homo[228]
  - Homo sapiens[229][230]
  - †Homo gautengensis[carece de fontes?]
  - †Homo habilis[carece de fontes?]
  - †Homo erectus[carece de fontes?]
  - †Homo antecessor[carece de fontes?]
  - †Homo ergaster[carece de fontes?]
  - †Homo heidelbergensis[carece de fontes?]
  - †Homo neanderthalensis[carece de fontes?]
  - †Homo floresiensis[carece de fontes?]
  - †Homo rudolfensis[carece de fontes?]
  - †Homo naledi
- Gênero Pan[231]
  - Pan paniscus[232][233]
  - Pan troglodytes[234][235]
    - Pan troglodytes troglodytes[236][237]
    - Pan troglodytes verus[238][239]
    - Pan troglodytes ellioti[240][241]
    - Pan troglodytes schweinfurthii[242][243]

#### SubfamíliaPonginae
- Gênero Pongo[244]
  - Pongo abelii[245][246]
  - Pongo pygmaeus[247][248]
    - Pongo pygmaeus pygmaeus[249][250]
    - Pongo pygmaeus morio[251][252]
    - Pongo pygmaeus wurmbii[253][254]
- Gênero Gigantopithecus[carece de fontes?]
  - †Gigantopithecus blacki[carece de fontes?]
  - †Gigantopithecus bilaspurensis[carece de fontes?]
  - †Gigantopithecus giganteus[carece de fontes?]
- Gênero Lufengpithecus[carece de fontes?]
  - †Lufengpithecus lufengensis[carece de fontes?]
  - †Lufengpithecus hudienensis[carece de fontes?]
  - †Lufengpithecus keiyuanensis[carece de fontes?]
- Gênero Sivapithecus[carece de fontes?]
  - †Sivapithecus indicus[carece de fontes?]
  - †Sivapithecus sivalensis[carece de fontes?]
  - †Sivapithecus parvada[carece de fontes?]
- Gênero Ouranopithecus[carece de fontes?]
  - †Ouranopithecus macedoniensis[carece de fontes?]
  - †Ouranopithecus turkae[carece de fontes?]
- Gênero Khoratpithecus[carece de fontes?]
  - †Khoratpithecus chiangmuanensis[255]
  - †Khoratpithecus piriyai[256]
  - †Khoratpithecus ayeyarwadyensis[257]

- Gênero Griphopithecus[carece de fontes?]
  - †Griphopithecus darwini[carece de fontes?]
  - †Griphopithecus alpani[carece de fontes?]
  - †Griphopithecus africanus[carece de fontes?]
- Gênero Ankarapithecus[carece de fontes?]
  - †Ankarapithecus meteai[carece de fontes?]